# La Turballe
La Turballe est une commune de l'Ouest de la France, située dans le département de la Loire-Atlantique, en région Pays de la Loire. Faisant partie du pays de Guérande, un des pays traditionnels de Bretagne, elle se situe historiquement en Bretagne.
Ses habitants s'appellent les Turballais et les Turballaises.

## Géographie

### Situation
La Turballe est située sur le littoral de la Loire-Atlantique, sur la presqu'île guérandaise, à 7 kilomètres au nord-ouest de Guérande et à 20 kilomètres au nord-ouest de Saint-Nazaire.
La commune est traversée par le ruisseau de Brandu.

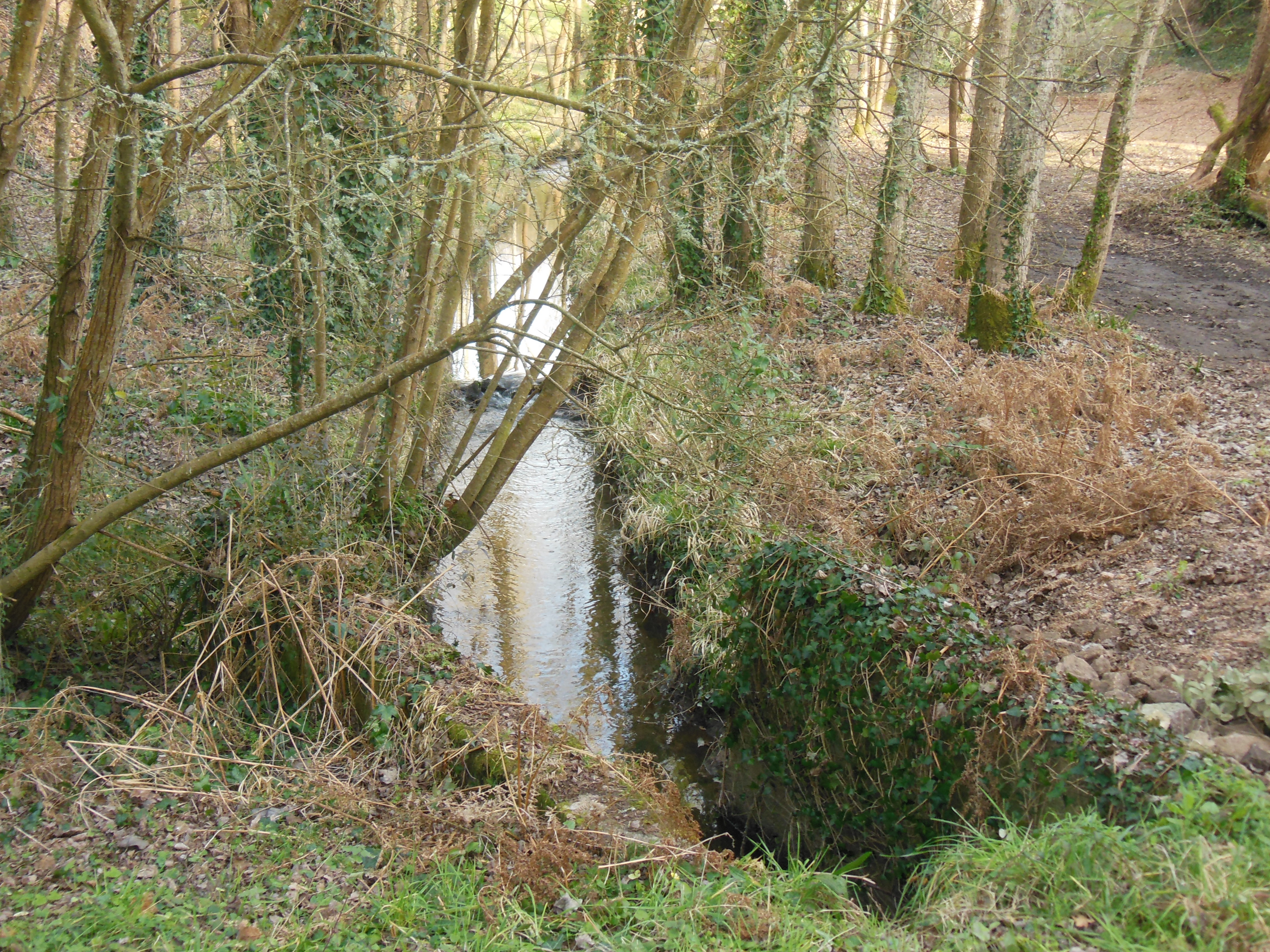
Ruisseau de Brandu, marquant la limite entre les communes de La Turballe (à droite sur l'image) et de Piriac-sur-Mer.

Selon le découpage de la Bretagne fait par Erwan Vallerie, La Turballe fait partie du pays traditionnel de Brière et du pays historique du Pays nantais.
Les communes limitrophes sont Mesquer, Guérande, Piriac-sur-Mer et Saint-Molf.

### Le littoral
La commune, située sur la Côte d'Amour, dispose de 11 kilomètres de plages. Le nord du port présente un aspect rocheux entrecoupé de criques. Au sud du port s'étendent de longues plages de sable longeant la « rade du Croisic », dont une partie est adossée à la dune et à la forêt de Pen Bron.
Du nord au sud, les plages de La Turballe portent les noms suivants :
- de Piriac au port : plage de Belmont, plage de Port Creux, plage de Ker Elisabeth, plage de la Bastille ;
- du port à la pointe de Pen Bron : plage des Bretons, plage de la Croix de l'Anse, plage de la Grande Falaise, plage de Pen Bron.

La plage de la Grande Falaise fait référence à l'importance d'une grande dune qui la borde à l'est, et qui est l'épine dorsale de la presqu'île de Pen-Bron. Celle-ci forme la partie sud de la commune et à son extrémité méridionale sont implantés les bâtiments du centre héliomarin, fondé à la fin du XIXe siècle et toujours en activité. Au delà, toujours en direction du sud et à environ 550 mètres du centre héliomarin, se trouve, de l'autre côté du grand traict du Croisic, le port du Croisic.

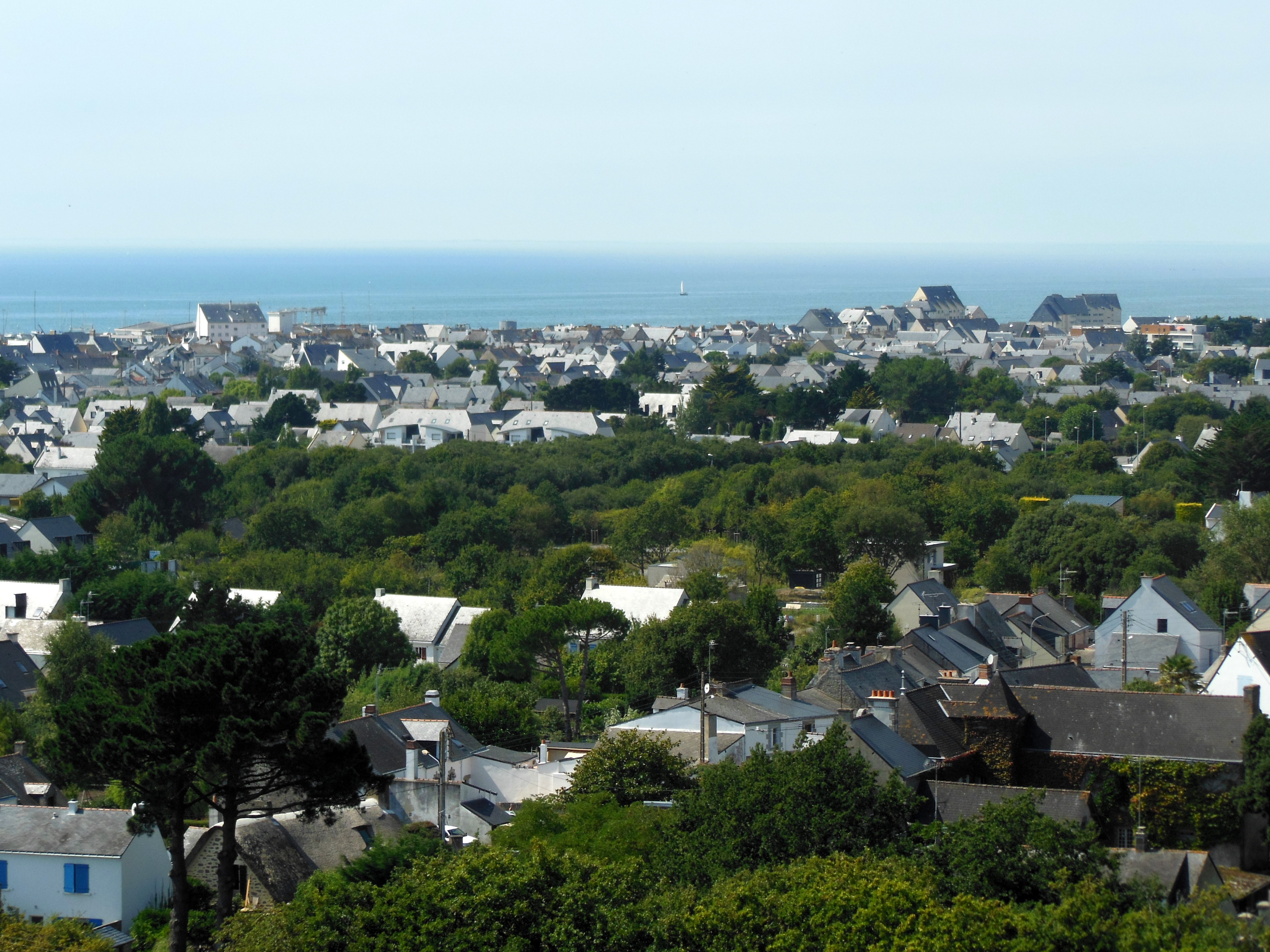
Vue depuis le clocher de Trescalan en direction du port et du littoral.
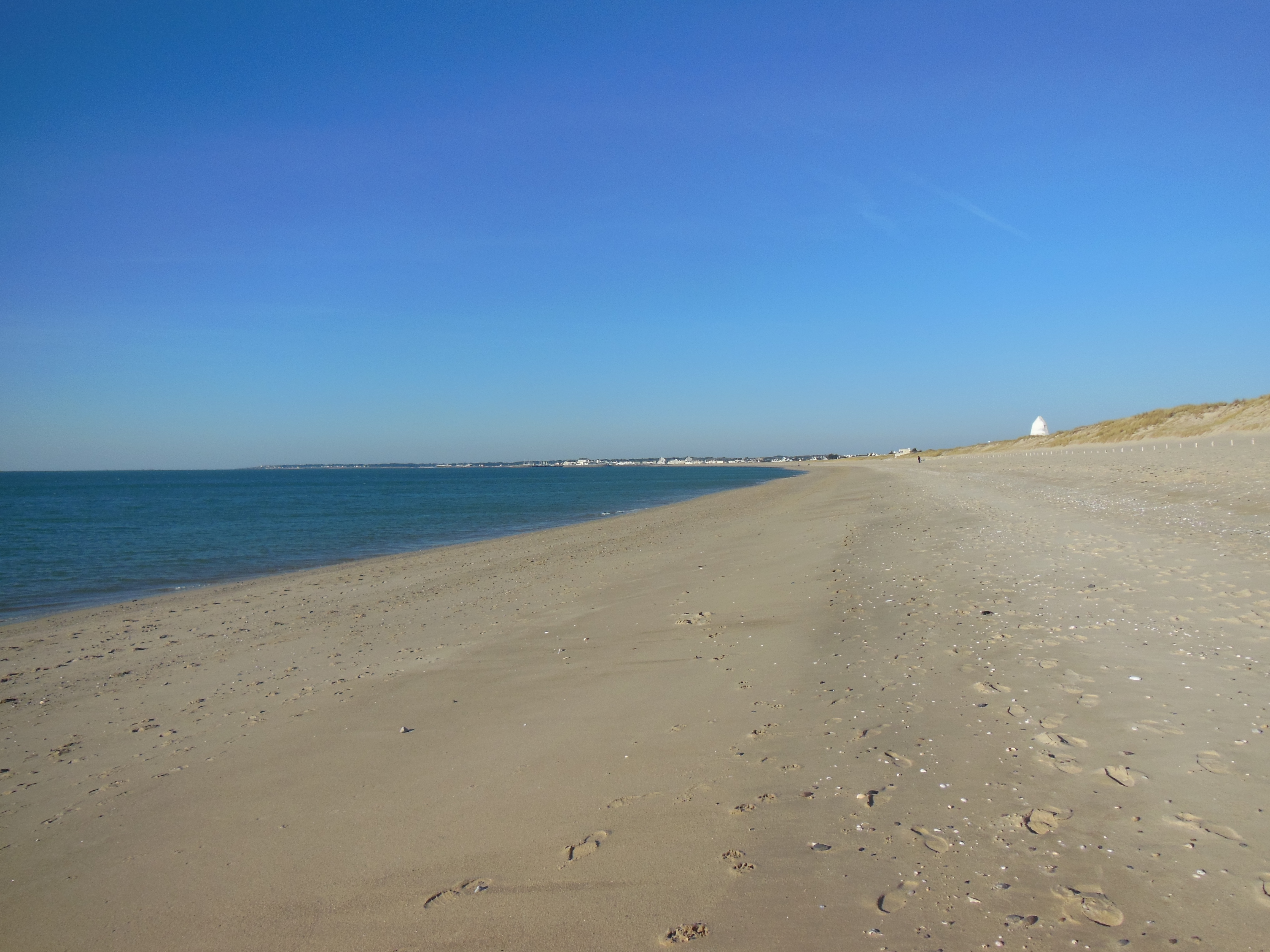
Plage de la Grande Falaise.
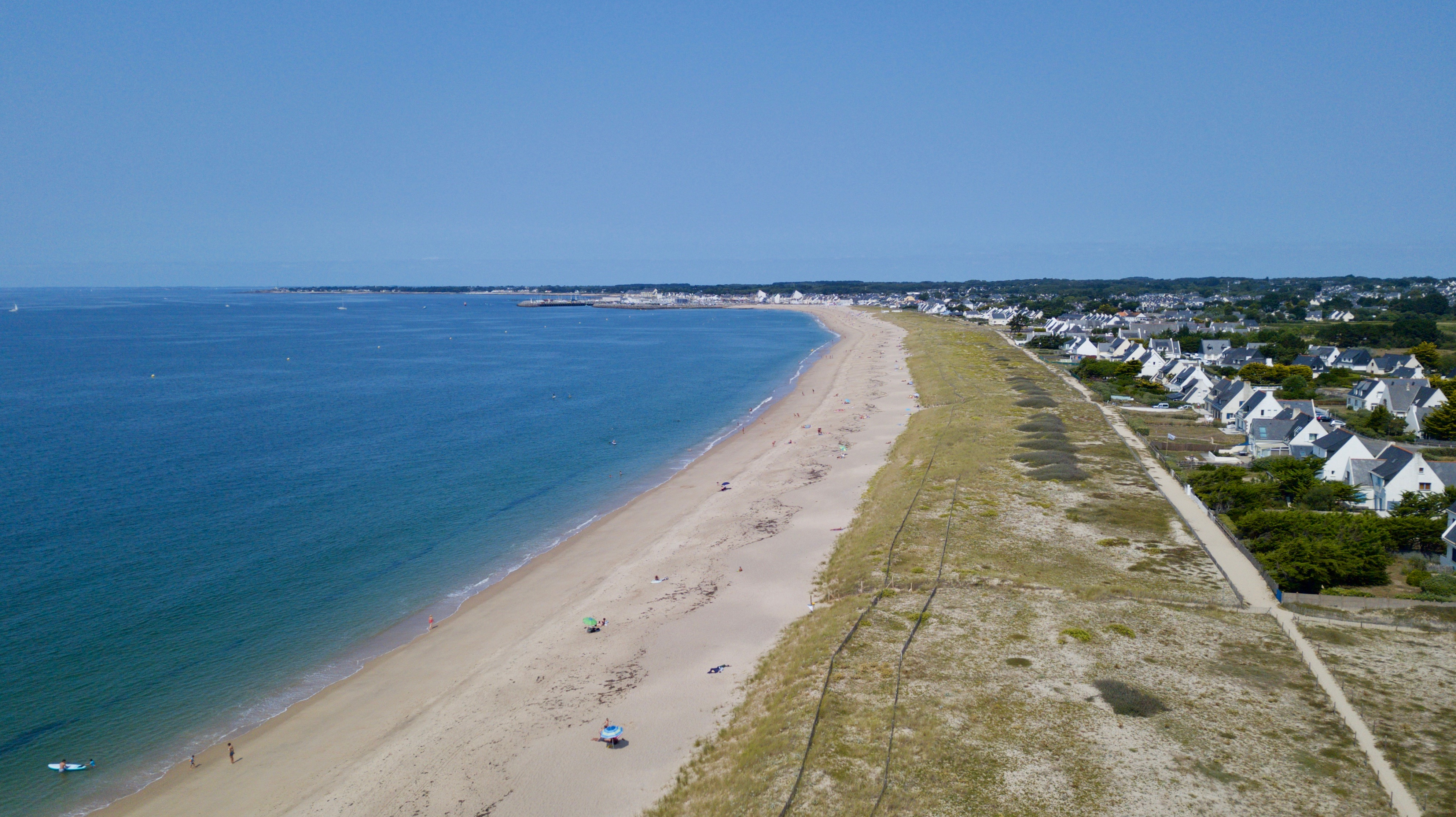

### Géographie humaine
De nombreux hameaux se partagent le territoire de la commune, tels Brandu, Coispéan, Fourbihan, Kerigeole, Lauvergnac, Le Requer, Trescalan, Trévaly, Trévéré, etc.

### Sites naturels

#### Pointe de Pen-Bron
La pointe de Pen-Bron est classée zone naturelle d'intérêt écologique, faunistique et floristique (ZNIEFF) de catégorie 1 sous la dénomination pointe de Pen-Bron, marais salants et coteau de Guérande (38,39 km2) depuis 1991. Les dunes de Pen bron sont classées espace naturel sensible et intègrent le réseau Natura 2000 avec les traicts du Croisic et les marais salants de Guérande (espace de 43,76 km2).

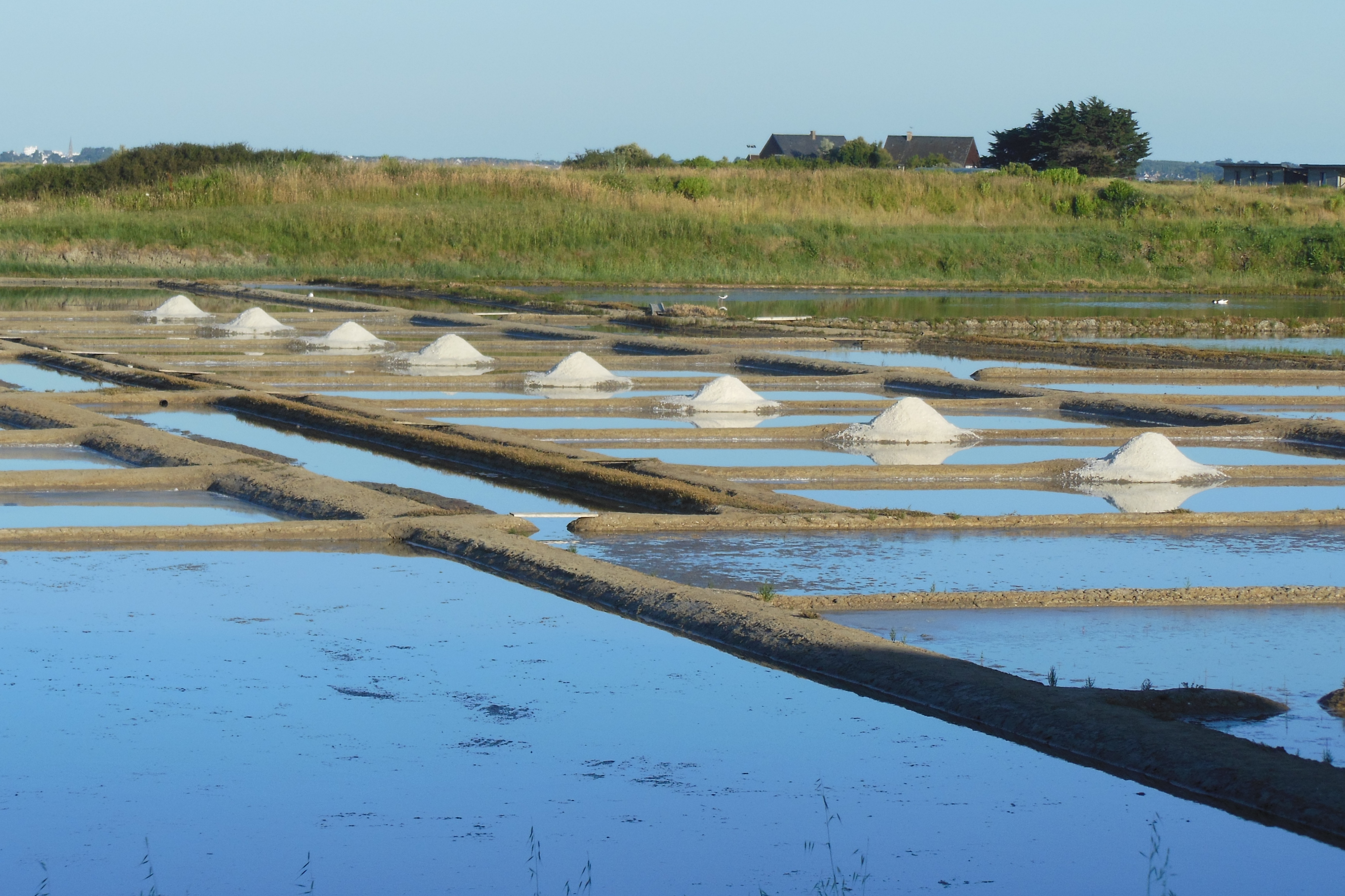
Marais salants, entre la pointe de Pen-Bron et Lencly.
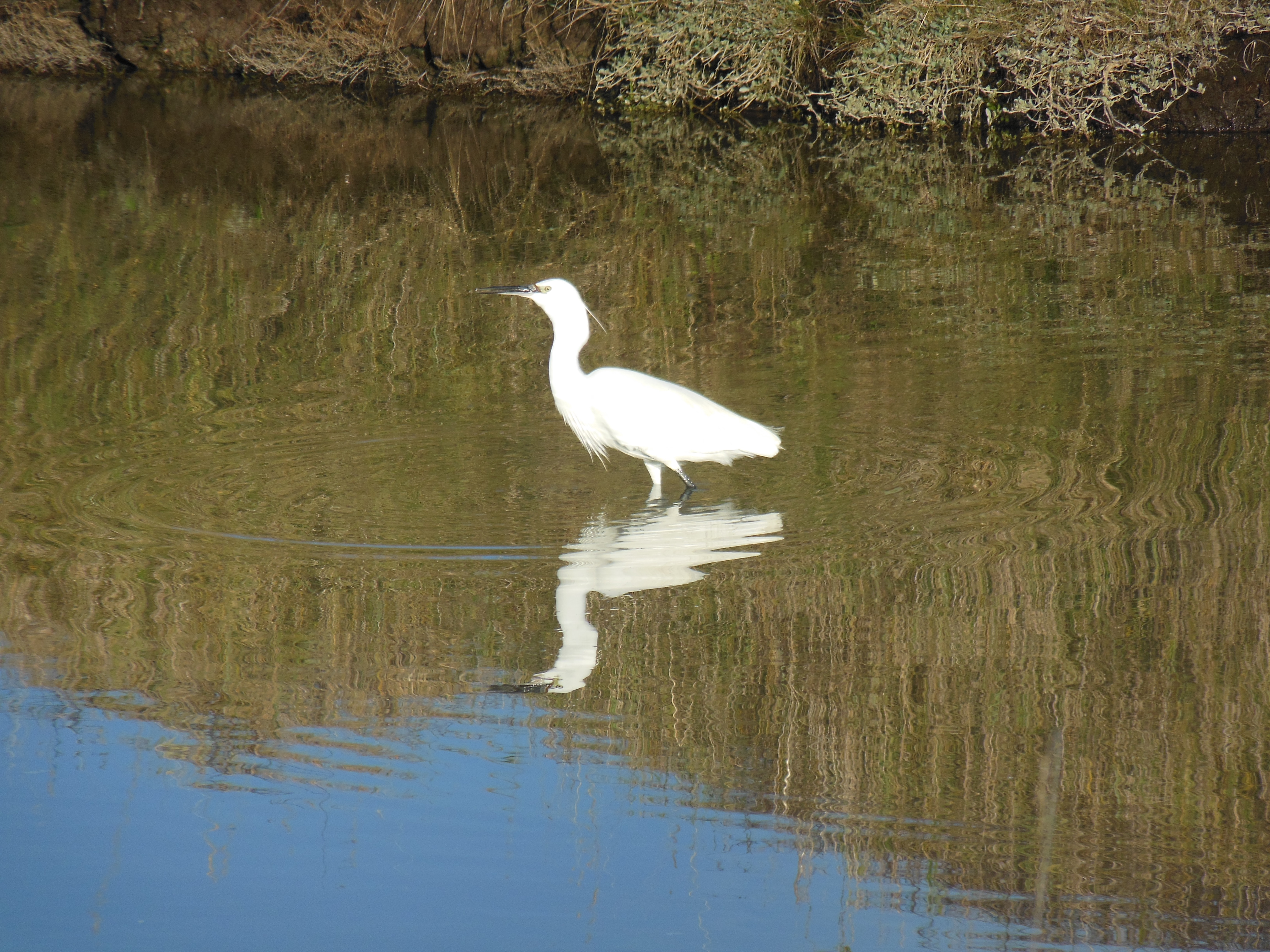
Aigrette garzette dans un marais salant de La Turballe.
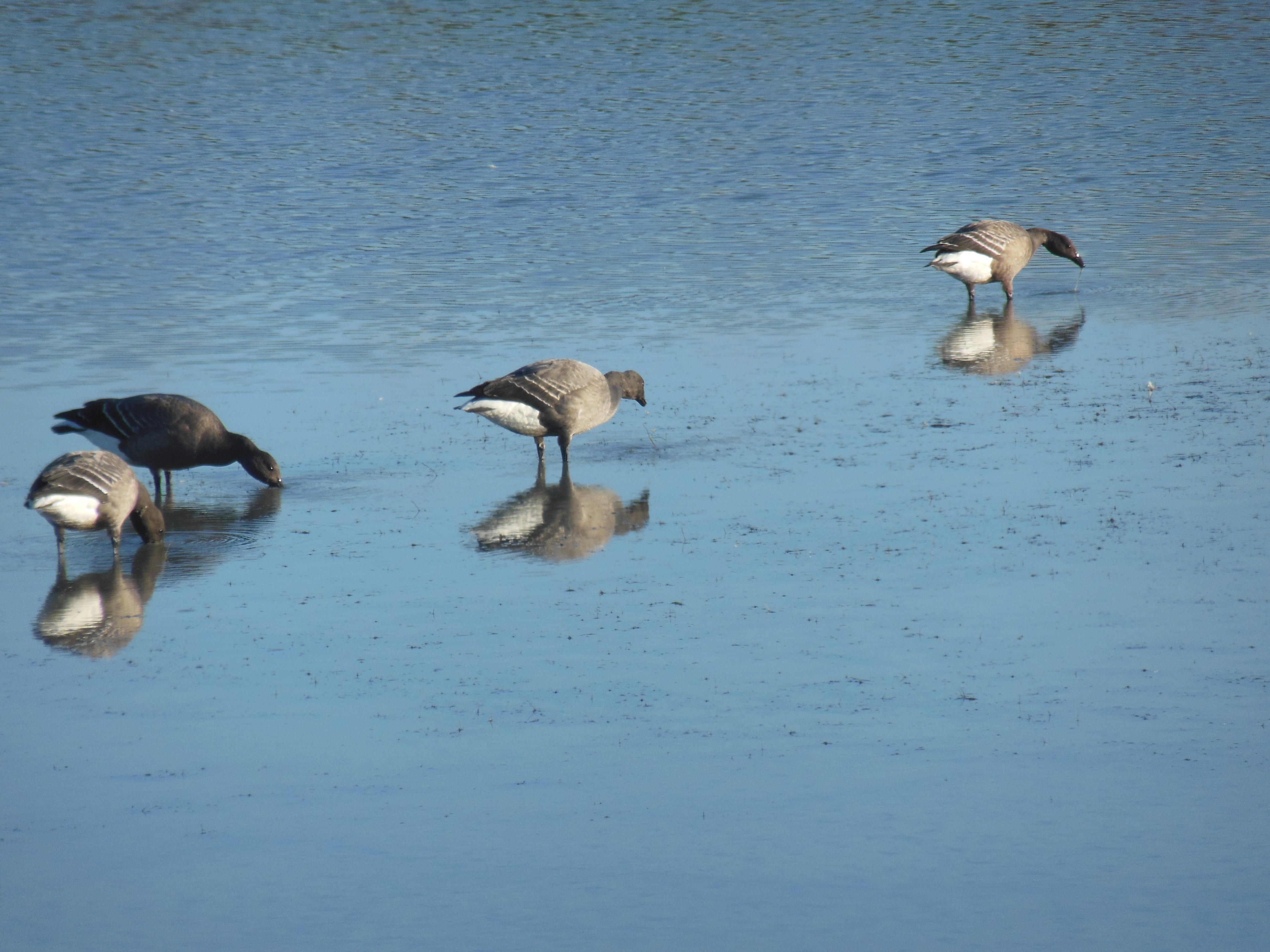
Bernache cravant dans un marais salant.
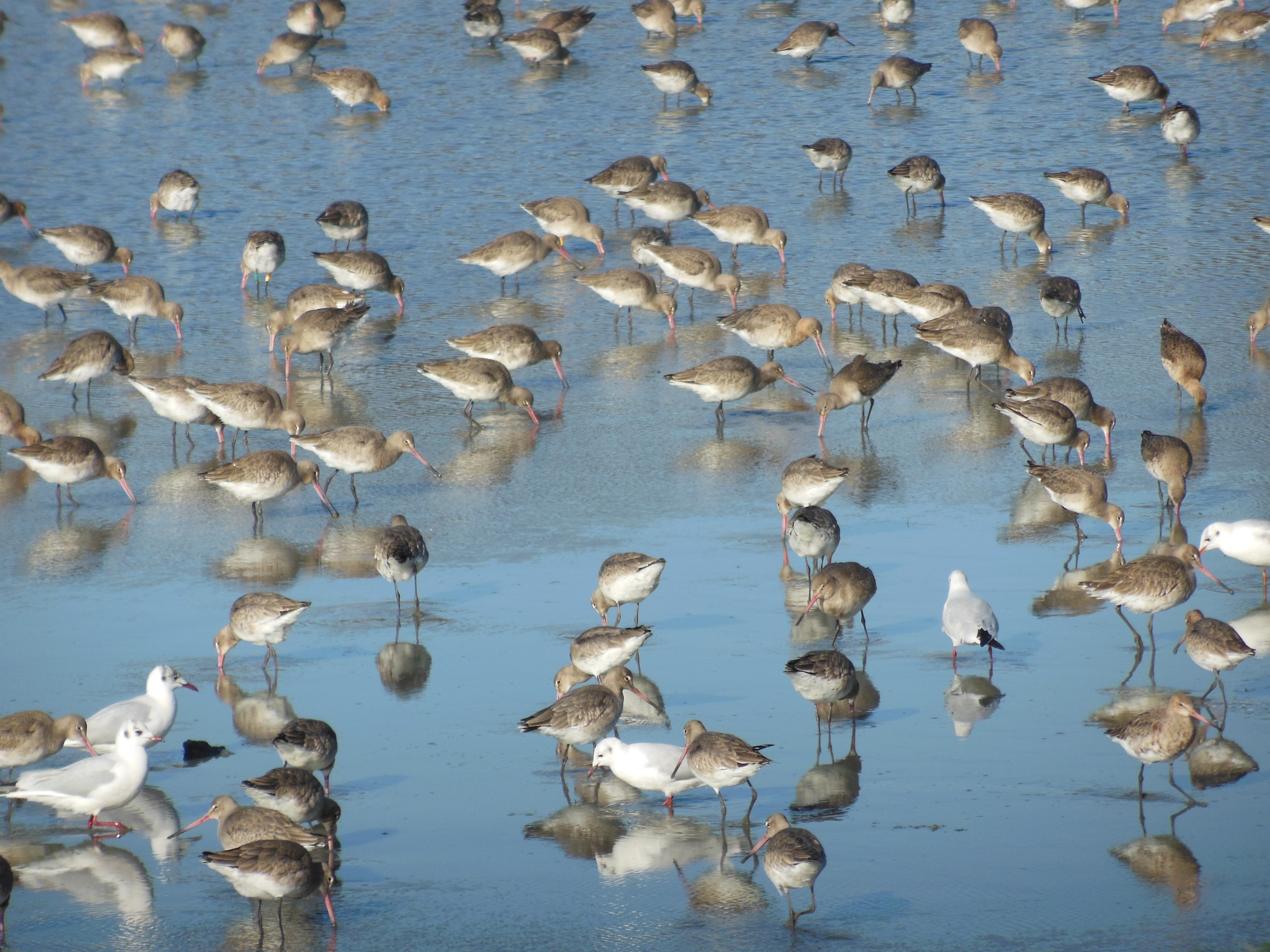
Hivernage d'oiseaux des marais à Trévaly.

#### Traicts du Croisic
Les traicts du Croisic intègrent en 2004 le réseau Natura 2000, avec les marais salants de Guérande et les dunes de Pen-Bron,.

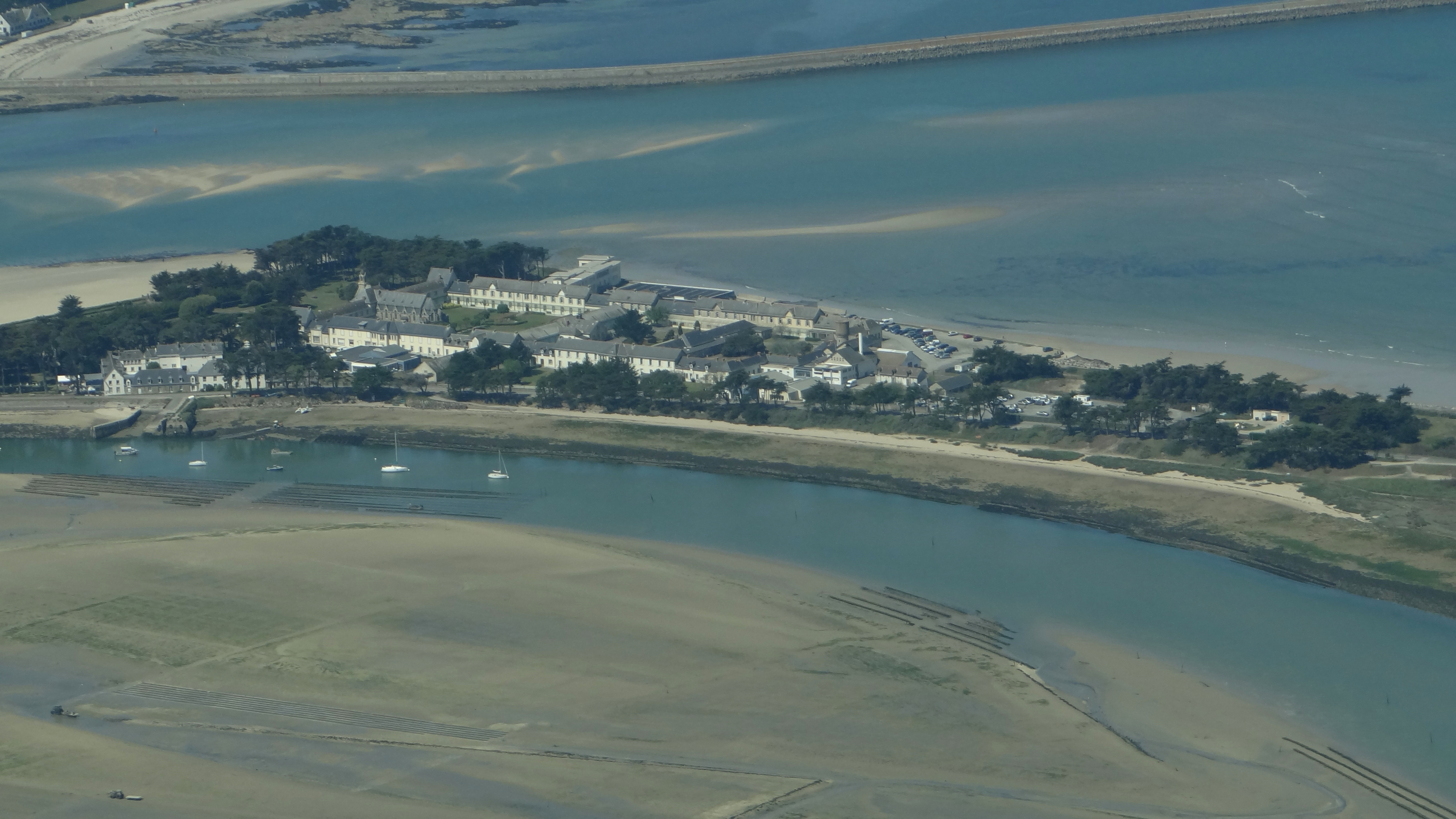
Vue aérienne de la pointe de Pen Bron et du centre héliomarin.
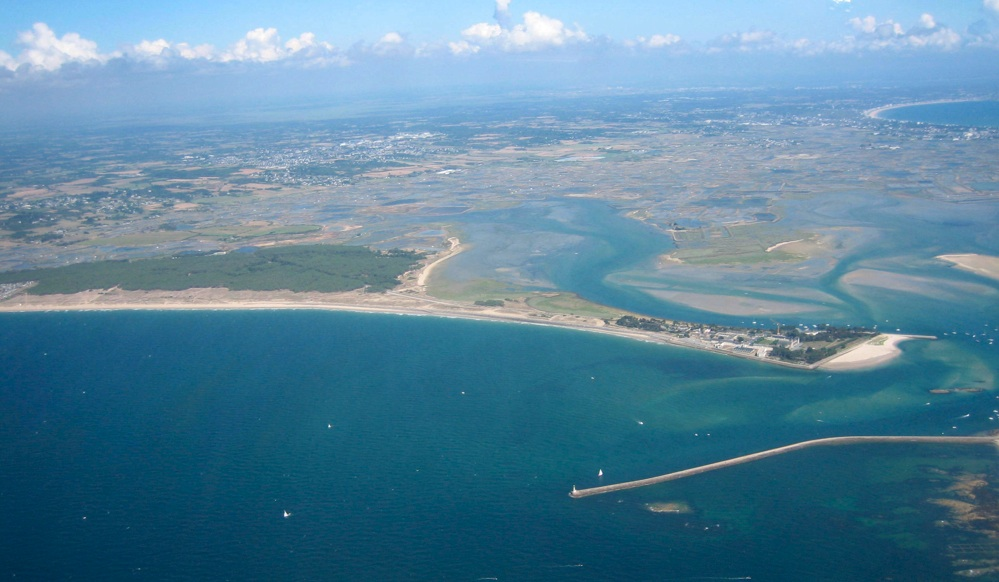
Vue aérienne de la partie occidentale des marais salants de Guérande. La pointe de Pen-Bron est visible horizontalement au centre de la photographie, l'ouverture de la baie étant située sur la droite de l'image. Le Petit Traict est situé juste derrière la pointe, tandis que le Grand Traict est visible sur la droite. Les marais salants s'étendent à l'arrière.

### Climat
Pour des articles plus généraux, voir Climat des Pays de la Loire et Climat de la Loire-Atlantique.
En 2010, le climat de la commune est de type climat océanique franc, selon une étude du CNRS s'appuyant sur une série de données couvrant la période 1971-2000. En 2020, Météo-France publie une typologie des climats de la France métropolitaine dans laquelle la commune est exposée à un climat océanique et est dans la région climatique  Bretagne orientale et méridionale, Pays nantais, Vendée, caractérisée par une faible pluviométrie en été et une bonne insolation. 
Pour la période 1971-2000, la température annuelle moyenne est de 12,2 °C, avec une amplitude thermique annuelle de 12,2 °C. Le cumul annuel moyen de précipitations est de 790 mm, avec 12,2 jours de précipitations en janvier et 6 jours en juillet. Pour la période 1991-2020, la température moyenne annuelle observée sur la station météorologique de Météo-France la plus proche, sur la commune de Herbignac à 18 km à vol d'oiseau, est de 12,6 °C et le cumul annuel moyen de précipitations est de 886,4 mm,. Pour l'avenir, les paramètres climatiques de la commune estimés pour 2050 selon différents scénarios d'émission de gaz à effet de serre sont consultables sur un site dédié publié par Météo-France en novembre 2022.

## Urbanisme

### Typologie
Au 1er janvier 2024, La Turballe est catégorisée bourg rural, selon la nouvelle grille communale de densité à sept niveaux définie par l'Insee en 2022.
Elle appartient à l'unité urbaine de La Turballe, une agglomération intra-départementale regroupant deux  communes, dont elle est ville-centre,,. La commune est en outre hors attraction des villes,.
La commune, bordée par l'océan Atlantique, est également une commune littorale au sens de la loi du 3 janvier 1986, dite loi littoral. Des dispositions spécifiques d’urbanisme s’y appliquent dès lors afin de préserver les espaces naturels, les sites, les paysages et l’équilibre écologique du littoral, tel le principe d'inconstructibilité, en dehors des espaces urbanisés, sur la bande littorale des 100 mètres, ou plus si le plan local d’urbanisme le prévoit.

### Occupation des sols
Le tableau ci-dessous présente l'occupation des sols de la commune en 2018, telle qu'elle ressort de la base de données européenne d’occupation biophysique des sols Corine Land Cover (CLC).
| Type d’occupation                                                                   | Pourcentage | Superficie (en hectares) |
| ----------------------------------------------------------------------------------- | ----------- | ------------------------ |
| Tissu urbain discontinu                                                             | 20,8 %      | 381                      |
| Zones industrielles ou commerciales et installations publiques                      | 1,1 %       | 20                       |
| Extraction de matériaux                                                             | 1,4 %       | 26                       |
| Équipements sportifs et de loisirs                                                  | 1,6 %       | 30                       |
| Terres arables hors périmètres d'irrigation                                         | 14,6 %      | 267                      |
| Prairies et autres surfaces toujours en herbe                                       | 3,2 %       | 58                       |
| Systèmes culturaux et parcellaires complexes                                        | 30,7 %      | 561                      |
| Surfaces essentiellement agricoles interrompues par des espaces naturels importants | 7,9 %       | 144                      |
| Forêts de feuillus                                                                  | 1,4 %       | 26                       |
| Forêts de conifères                                                                 | 4,6 %       | 84                       |
| Forêts mélangées                                                                    | 1,3 %       | 24                       |
| Forêt et végétation arbustive en mutation                                           | 1,3 %       | 23                       |
| Plages, dunes et sable                                                              | 3,1 %       | 56                       |
| Marais salants                                                                      | 7,0 %       | 129                      |
| Zones intertidales                                                                  | 0,1 %       | 1,5                      |
| Source : Corine Land Cover                                                          |             |                          |

## Toponymie

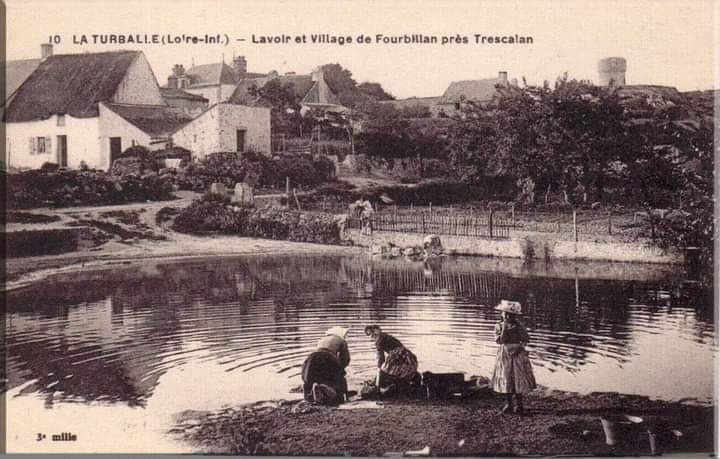
Fourbihan, « bouillon » servant de lavoir, près de Trescalan

Le nom de la localité est attesté sous la forme La Turballe en 1815.
An Turball en breton moderne. (Le breton turballais a lui disparu au début du XIXe siècle)
An Drebal est la prononciation en breton hoëdicais par R. Allanic (93 ans) en 2014, turballais, ancien de la marine marchande et né à Hoëdic. (Des enregistrements du breton d'Hoëdic (et d'ailleurs) sont disponibles sur l’excellent site de la banque sonore du breton parlé).
L'origine du toponyme n'est pas attestée. Selon Gildas Buron, conservateur du Musée intercommunal des marais salants, le nom du port de La Turballe pourrait provenir du latin tribulare ou tripalium, témoignant de la présence une taverne isolée ou d'un logis qui en tenait lieu et autour duquel un hameau se serait formé à la fin du Moyen Âge.
La Turballe possède également un nom en gallo : La Troubale, prononcé [latʁubal].
Autres toponymes :
- Brandu : colline noire
- Brehet : Sainte Brigitte
- Brogard : colline du cairn
- Butte de Pinse : sommet sec
- Canvel : chef de guerre
- Carpadoux : montée
- Coispéan : petit bois
- Fourbihan : le petit four
- Garlahy : lieu du rocher
- Guévène : haie blanche
- Kerbroué : village de la colline
- Kercousin : village de la terre en friche
- Kerhuel : village du haut
- Kérijol : village du soleil
- Kerlin : village de l'étang
- Kerné : colline
- Kervaney : village pierreux
- Kervaudé : village buissonneux
- Lancly : retranchement
- Lauvergnac : région où poussent les aulnes
- Le Fan : temple
- Le Requer : village placé devant le bourg
- Lergat : lieu du combat
- Loc Bihan : petit étang
- Loc Croiset : étang de la croix
- Mamoine : la source
- Méliniac : lieu des moulins (Piriac)
- Menemay : montagne des pierres
- Mesmely : petit champ sans clôture où on cultive du mil
- Mincrom : pierre courbe
- Pen-Bron : pointe des joncs
- Penker (Pinker) : bout du village
- Pleine main : sommet de la roche
- Poulloué (Poulès) : mare de la cour seigneuriale
- Poussillard : mare aux grenouilles
- Raud : devant la butte
- Toullan : trou d'eau dans la lande
- Tourlandroux : mauvais trou
- Tréméac : trève où Saint Maeoc est honoré
- Trescalan : trève de l'escarpement
- Trévaly : trève de la villa Alli
- Trévéré : trève de la vierge
- Trondelet : vallée humide[26]

## Histoire
La Turballe est érigée en commune en 1865, mais son histoire remonte à 854.

### Préhistoire

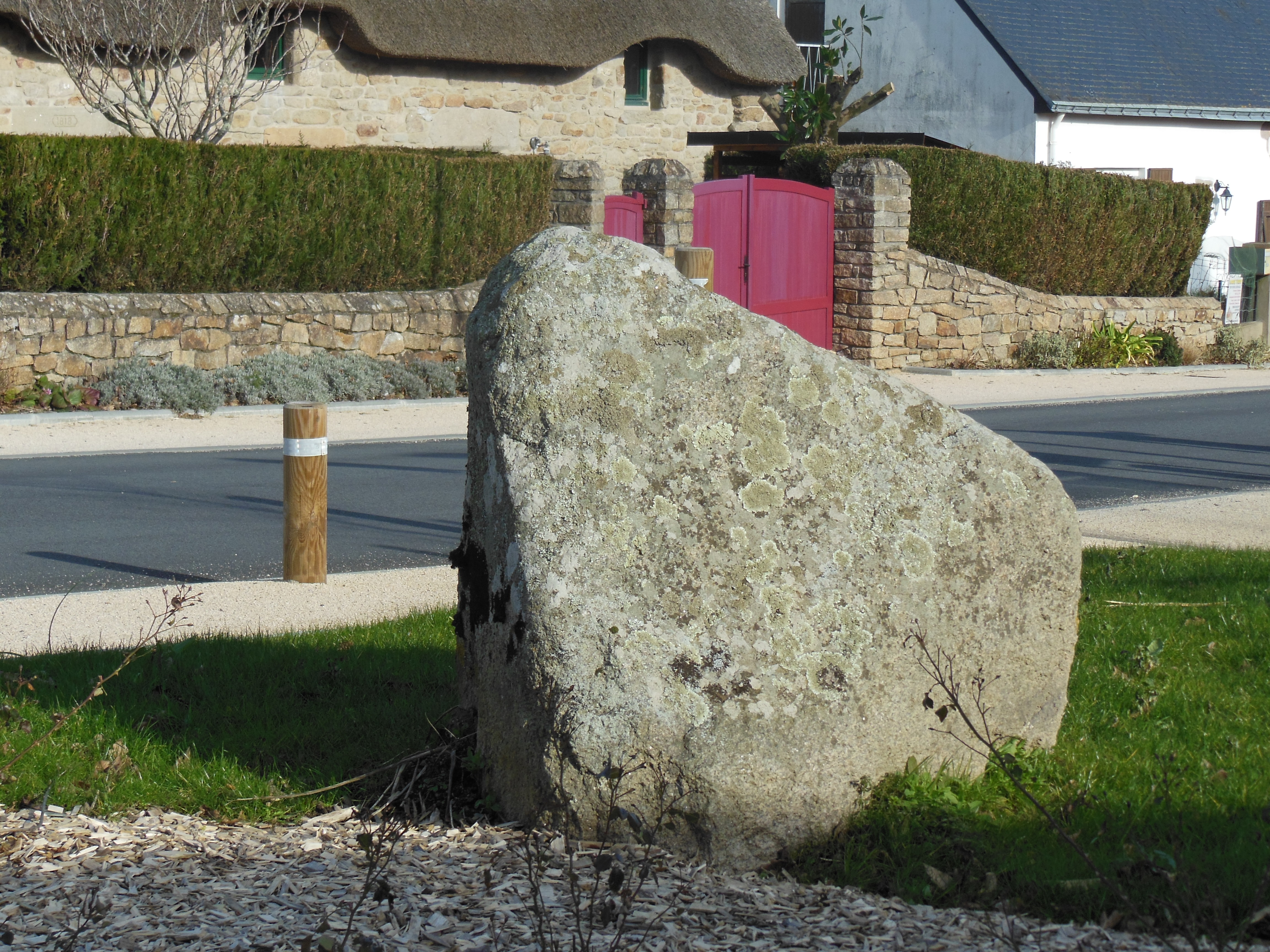
Mégalithe de Coispéan, dit le gravier de Gargantua

Des traces d'habitats, mégalithes et pierres gravées remontant à -3000 sont toujours visibles de nos jours dans les hameaux et quartiers de Brandu, Coispéan, Kevodué ou Trévaly, témoignant de la présence humaine en ces lieux dès l'ère préhistorique. Puis des populations celtes venues du centre de l'Europe s'installent dans la région.

### Antiquité
La conquête romaine entraîne la structuration du pays. La civilisation gallo-romaine trace les premières voies de communication, telle que la route ralliant Guérande à Piriac et passant par Bréhet, Trescalan, Lauvergnac et Saint-Sébastien. Des vestiges de villas romaines, domaines à vocation agricole, existent toujours, comme des murets en petit appareil en bordure de chemins (au lieu-dit les Grands jardins à Requer, par exemple). C'est sans doute à cette époque que les premiers marais salants de Guérande, les mines d'étain de Piriac et de cuivre de La Govelle sont créés, même si aucune preuve formelle en atteste. La Turballe, sa baie et ses environs sont mêlés à la guerre des Vénètes en 56 av. J.-C.. La chute de l'Empire romain entraîne l'effondrement économique et le chaos administratif.

### Moyen Âge
À la fin du VIe siècle, les Bretons, eux-mêmes poussés par des envahisseurs, franchissent la Vilaine pour s'implanter dans la presqu'île guérandaise (voir Roi Waroch). L'influence de la langue bretonne sur les toponymes de la commune est un témoin de cette période. Ces nouveaux venus trouvent un pays retombé à l'état de friche. Dans le secteur de La Turballe, ils s'installent sur les hauteurs et édifient leurs maisons sur la roche granitique, épargnant ainsi les rares terres cultivables. Ils se regroupent en famille autour d'un puits, d'un four, d'un lieu de vie. Ces regroupements sont appelés hameaux ou villages, avec des noms bretons, tels que Trescalan, Fourbihan, etc. Ils relancent l'agriculture et l'exploitation des marais salants.
Le 15 décembre 854, les moines bénédictins de l'abbaye Saint-Sauveur de Redon, alors à son apogée, se voit remettre de Pascweten, comte de Vannes, des terres de Brandu et une bôle (c'est-à-dire une dune) pour y exploiter des marais salants à Pen Bron et Trévaly. Le 31 mai 859, ils reçoivent en complément un lieu sur la paroisse de Guérande pour y aménager une pêcherie. Les religieux se réservent l'encre des seiches et d'autres espèces pour fournir l'huile aux luminaires des églises.
La Turballe est mentionnée dans les textes comme un « écart » à partir de 1452. Un dénommé Trimau habitait ou possédait une maison. Il ne s'agit pas alors d'un bourg à proprement parler mais d'un hameau côtoyant ceux de Brandu, Coispéan, Fourbihan, Kerigeole, Lauvergnac, Le Requer, Trévaly et Trescalan, étendus sur la frange littorale à l'ouest du bourg de Guérande. Le principal d'entre eux n'est pas à cette époque La Turballe, mais Trescalan, qui se situe en haut d'une côte surplombant le littoral.
Au Moyen Âge, Trescalan est une des six frairies de la paroisse de Guérande, avec celles de Quéniquen, Saillé, Careil, Clis et Congor. En Bretagne, la frairie est un regroupement d'habitants d'un village cimenté par un esprit communautaire. Pour faciliter la vie religieuse lorsque l'église paroissiale est éloignée, comme c'est le cas de la collégiale Saint-Aubin de Guérande, une chapelle est souvent érigée au centre de la frairie. Trescalan la seule des six frairies qui sera élevée au XIXe siècle au rang de paroisse, puis de commune sous le nom du quartier portuaire de La Turballe.
Ce secteur occidental de Guérande est dominé au cours des siècles par trois seigneuries ayant droit de moyenne et basse justice et établies dans des châteaux aujourd'hui devenus des propriétés privées : Lauvergnac, Trévaly et Bréhet.

### XVIesiècle

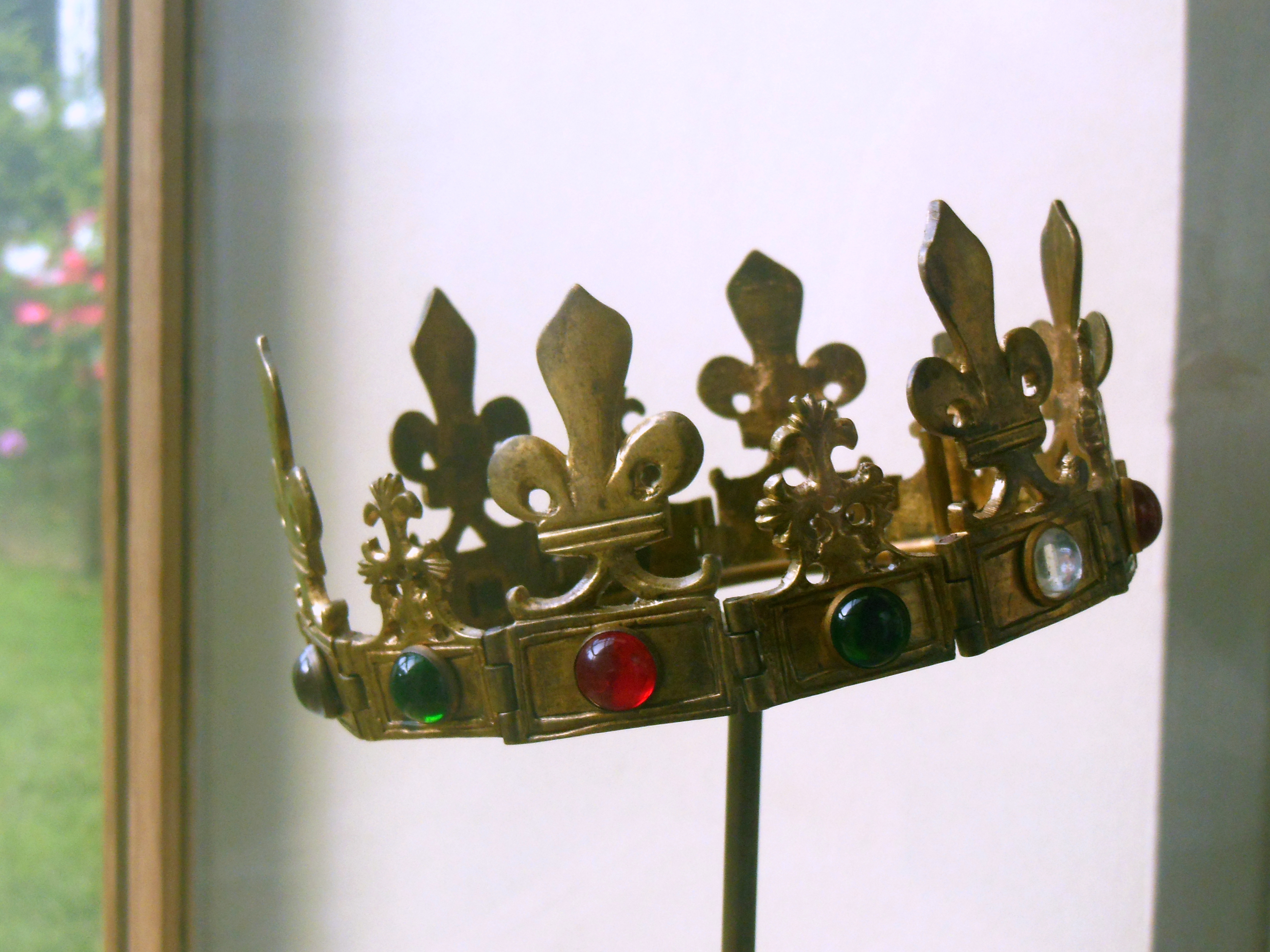
Couronne en bronze doré à fleurs de lys incrustée de cabochons offerte en 1505 par la duchesse Anne de Bretagne à la frairie de Trescalan.

En 1505, la duchesse Anne de Bretagne devenue reine de France, qui affectionne le pays Guérandais, offre trois couronnes de mariage au semblable dessin de fleur de lys. La collégiale Saint-Aubin de Guérande est ainsi dotée d'une couronne d'or, la frairie de Saillé d'une couronne d'argent et celle de Trescalan d'une couronne de bronze doré. Les deux premières couronnes disparaissent pendant la Révolution française, celle de Trescalan existe encore. Ces couronnes coifferont les mariées du Pays Blanc pendant des siècles. À Trescalan, la tradition perdure jusque vers 1830. La couronne, aujourd'hui propriété de la commune de La Turballe, est restaurée au cours du XIXe siècle. Elle est classée monuments historiques le 28 mars 1979 au titre d'objet,.
La croix de Brogard est érigée au XVIe siècle. L'acte de fondation de la chapellenie sainte Brigitte par les seigneurs de Bréhet date du 13 juillet 1512.

### XVIIesiècle

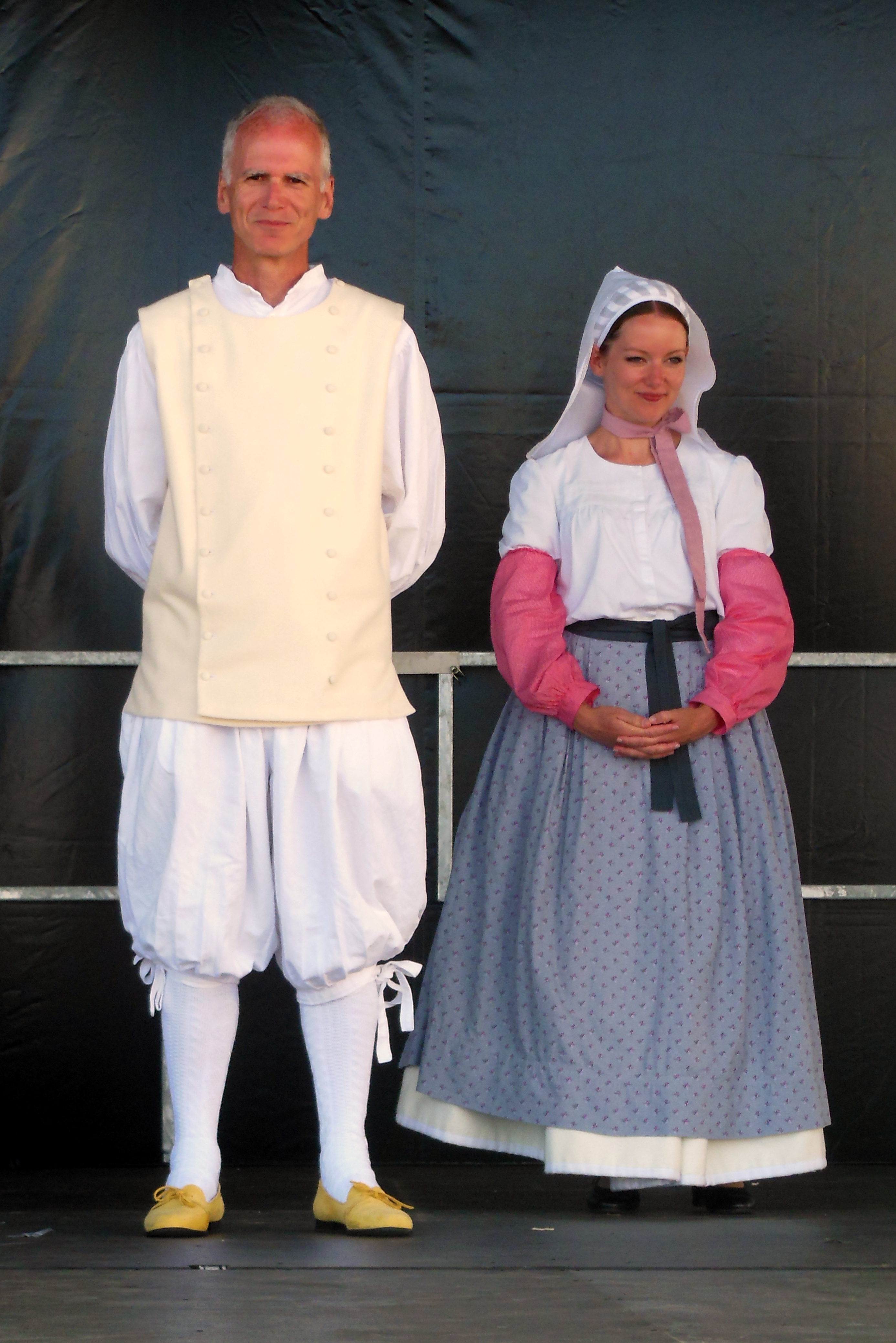
Costume traditionnel de Trescalan, porté par des membres de la troupe Strollad An Tour-Iliz.

Jusqu'à la fin du XVIIe siècle, les habitants de La Turballe et des hameaux qui la constituent se rendaient à pied aux offices religieux de Guérande, éloigné de deux lieues, par de mauvais chemins, mal entretenus. Des cas de décès de nourrissons sur le chemin qui les conduisait à leur baptême ont été relatés. En 1698, à la demande des habitants, la chapelle Notre-Dame-de-la-Miséricorde est édifiée au sommet du coteau de la frairie de Trescalan.

### XVIIIesiècle
Le moulin de Kerbroué est construit en 1746. La Turballe, sa baie et ses environs sont mêlés à la bataille des Cardinaux en 1759. Jusqu'à la Révolution française, Guérande, ville à laquelle La Turballe est attachée, appartient au comté de Nantes, dans la province de Bretagne. À la création des départements en 1790, Guérande devient une commune du département de la Loire-Inférieure.

### XIXesiècle
Jusqu'au début du XIXe siècle, La Turballe est un village de pêcheurs, débouché sur la mer du bourg de Guérande d'où il se ravitaille en poissons. Dans les années 1825, Pierre-Joseph Colin fonde la première conserverie au monde à Nantes. Il a l'idée de ranger les sardines serrées les unes contre les autres dans un bain d'huile conditionnées dans des boîtes en fer-blanc, créant ainsi la technique de conserve de sardines à l'huile. Pour approvisionner son usine nantaise, il se fournit en sardines transportées par diligence suspendue, et les toutes premières sardines mises en boîtes de conserve sont ainsi pêchées à La Turballe, une première mondiale dont le petit port n'a sans doute pas eu conscience.
À partir de 1837, l'ouverture des conserveries de sardine directement à La Turballe dynamise les activités de pêche et entraîne un accroissement de la population. L'ancien hameau de quelques feux se transforme en un port de pêche actif et une petite cité, où se côtoient marins, pêcheurs, cultivateurs, journaliers, paludiers et sauniers. Le village se transforme, les habitations s'alignent le long de rues bien dessinées dans le quartier du port, tandis que les conserveries occupent les extrémités de la ville d'alors.
L'éclosion de l'industrie de conserverie rend indispensable la création de chemins carrossables. En 1838 s'ouvre le chemin de grande communication no 2 entre La Turballe et Juigné. Le besoin de s'affranchir de la tutelle religieuse et administrative de Guérande se fait sentir.
Le 20 octobre 1847, Louis-Philippe prend une ordonnance à Saint-Cloud créant la nouvelle paroisse de Trescalan, à partir du regroupement des frairies de Trescalan et de Coispéan. À cette époque, La Turballe n'est encore qu'un simple hameau portuaire de la commune de Guérande mais comprend déjà plus d'habitants que Trescalan. En 1852, la chapelle Notre-Dame-de-la-Miséricorde, devenue trop vétuste, cède la place à l'église actuelle.
L'arrivée dans les années 1830 d'industriels venus de Nantes ou du Mans va entraîner un profond changement des mentalités. Estimant leurs intérêts mal défendus par les édiles de Guérande, ces nouveaux turballais manifestent dès le début des années 1860 leur volonté d'autonomie, sous l'impulsion d'Alfred Pellier, industriel originaire du Mans qui sera élu premier maire de la commune. Les arguments mis en avant pour appuyer la demande est l'éloignement de sept kilomètres du centre administratif de Guérande, le mauvais état des routes, la paroisse de Trescalan déjà distincte de celle de Guérande et une école qui compte déjà deux cents élèves. Le préfet accepte la demande d'autonomie, allant contre l'avis des élus guérandais.
En dépit de soucis de santé, l'empereur Napoléon III entame un second voyage en Algérie, du 29 avril au 9 juin 1865, confiant en son absence la régence à son épouse l'impératrice Eugénie. C'est donc elle qui cosigne, le 17 mai 1865, avec le ministre Eugène Rouher, le décret élevant La Turballe au rang de commune, rédigé dans les termes suivants :
« Napoléon, par la grâce de Dieu et la volonté nationale, Empereur des Français, à tous présenter et à venir, salut.
Avons sanctionné et sanctionnons, promulgué et promulguons ce qui suit,
Loi
Extrait du procès-verbal du Corps législatif
Le Corps législatif a adopté le projet de loi dont la teneur suit :
Art. 1er. Le territoire teinté en jaune sur le plan annexé à la présente loi, est distrait de la commune de Guérande, canton de Savenay, département de la Loire-Inférieure, et érigé en commune distincte, dont le chef-lieu est fixé au village de La Turballe et qu'en portera le nom.
Délibéré en séance publique, à Paris, le 25 avril 1865.»
Deux mois après la création de la commune, le premier maire Alfred Pellier est élu. Il s'occupe d'urbanisme, du tracé des routes et décide des premiers grands travaux d'aménagement du port de La Turballe.
Cette décision de l'empereur entre dans sa stratégie plus globale de combler le retard industriel et économique de la France par rapport à sa rivale anglaise. Pendant tout son règne, Napoléon III n'a de cesse d'accroître le réseau des chemins de fer de la France, impulse les transformations de Paris menés par le baron Haussmann, vote la loi relative à l'assainissement et de mise en culture des Landes de Gascogne, participe à la construction du canal de Suez, développe les grands magasins etc. Même en l'absence de texte en attestant formellement, l'autonomie qu'il accorde à La Turballe vise à libérer tout son potentiel de croissance économique, conformément à cet objectif.
L'essor des conserveries en cette fin du XIXe siècle permet sans conteste un développement rapide et précoce de La Turballe, sans commune mesure avec les localités voisines. Le faste lié à l'industrialisation du petit bourg véhicule une image positive du métier de pêcheur, qui n'est plus considéré comme une activité d'appoint.

### XXesiècle
Au début des années 1900, La Turballe est une petite ville moderne, avec l'éclairage public, des trottoirs et un bureau de poste télégraphique, avant La Baule. La commune se développe socialement et des écoles publiques accueillent les enfants des familles affluant dans la cité sardinière.
Le 1er mars 1907, la compagnie des chemins de fer du Morbihan inaugure la ligne Herbignac - Guérande. La gare d'Herbignac, édifiée en bois près de l'étang du Rodoir, est en réalité la gare provisoire de La Roche-Bernard, commune limitrophe du département voisin, qui construira sa propre gare quelques années plus tard. Entre Herbignac et Guérande, la ligne longue de 33 km desservait tour à tour les gares d'Assérac, le quartier de Pont-d'Armes, Saint-Molf, Mesquer, Quimiac, Piriac-sur-Mer et La Turballe. Dans cette commune, la gare se situait près du port de pêche. Des aménagements facilitaient le chargement du poisson frais, des fruits de mer, de la rogue, et de la production des conserveries. La ligne desservait deux arrêts facultatifs, à Fourbihan et Kervaudé-Trescalan, puis rejoignait la route de Guérande peu avant Clis, qu'elle suivait jusqu'à l'hippodrome de Kerhudé, avant d'atteindre la gare terminus de la compagnie, qui se situait à l'angle sud-est de l'actuel boulevard du Général de Gaulle et de la rue Aristide Briand, non loin de l'autre gare de Guérande, appartenant à la Compagnie du chemin de fer de Paris à Orléans. Ainsi, de 1907 à 1947, le petit train de 36 places assises et sa locomotive Mina de 18 tonnes à vide participent au désenclavement des bourgs traversés. Même si le trajet par train entre Herbignac et Guérande est six fois plus long que par la route, il permet, le temps de son exploitation, le transport de voyageurs et les échanges de marchandises deux fois par jour dans les deux sens.
La Première Guerre mondiale cause le décès de 109 soldats originaires ou travaillant à La Turballe (100 d'entre eux ont leur nom inscrit sur le monument aux morts et 95 sur la plaque commémorative de l'église de Trescalan), soit 3,44 % de la population d'alors, qui s'élevait, selon le dernier recensement de 1911, à 2 819 habitants. Ces chiffres placent La Turballe à un niveau médian comparativement aux communes voisines : Le Pouliguen perd ainsi 47 hommes, soit 2,78 % de sa population, La Baule-Escoublac en perd 148, soit 5,48 % de sa population. Onze soldats turballais perdent la vie dès les premiers jours du conflit, mais c'est surtout l'année 1915 qui est fatale aux recrues turballaises, avec 36 pertes dont 10 pour le seul mois de juin à la bataille des Dardanelles. Toutes les familles de la commune sont touchées : les Lemasson, Le Chatelin, Perroche et Lubert donnent deux ou trois de leurs enfants à la Patrie. 48 soldats sont tués au combat ou des suites de leurs blessures. Les autres succombent de maladie (tuberculose, grippe) ou d'accident. Si 8 décèdent à leur domicile, parfois des années après la fin du conflit, comme Emmanuel Fagault (médecin en chef et fils d'un industriel de la conserve) en 1925, 40 perdent la vie dans le nord de la France et 21 à l'étranger. L'âge moyen des appelés est de 28 ans, le benjamin étant âgé de 19 ans et le doyen de 46. La majorité sont mariés et pères de famille. Dans le civil, ils sont pour la moitié d'entre eux marins-pêcheurs (52) et sont par conséquent affectés dans la Marine, en particulier sur des cuirassés. Les autres sont affectés dans le 65e régiment d'infanterie ou le régiment d'infanterie coloniale. Ils servent majoritairement comme simples soldats ou matelots, sept sont gradés et neuf se distinguent par leur conduite, ce qui leur vaut d'être décorés de la médaille militaire et de la croix de guerre (bronze ou vermeil). Pendant quatre ans, La Turballe se vide de ses forces vives et les femmes et les anciens doivent remplacer les hommes partis sur le front. Pour les travaux des champs, on fait appel aux prisonniers russes et allemands et aux réfugiés de pays envahis.

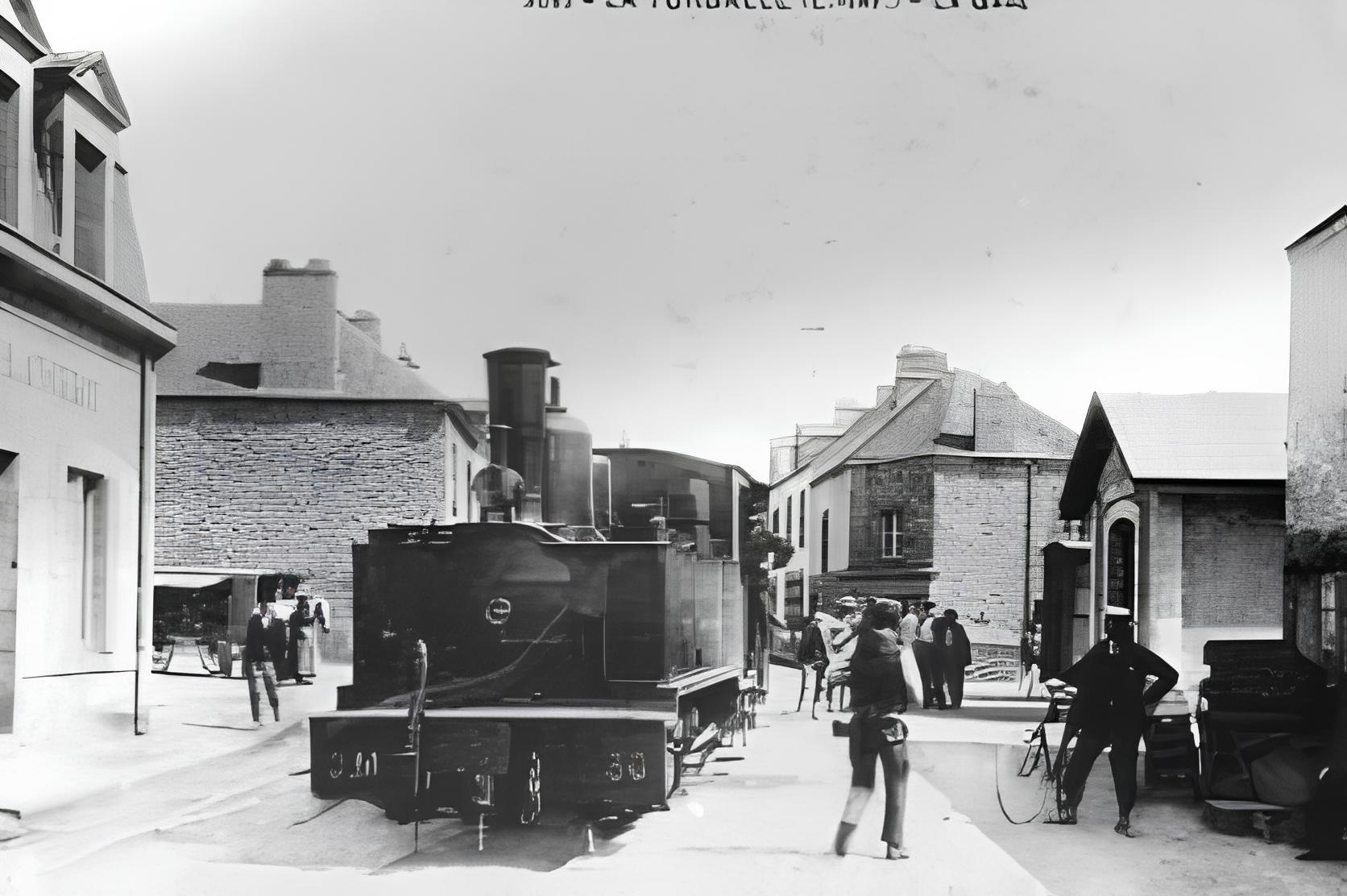
Train traversant le bourg de La Turballe
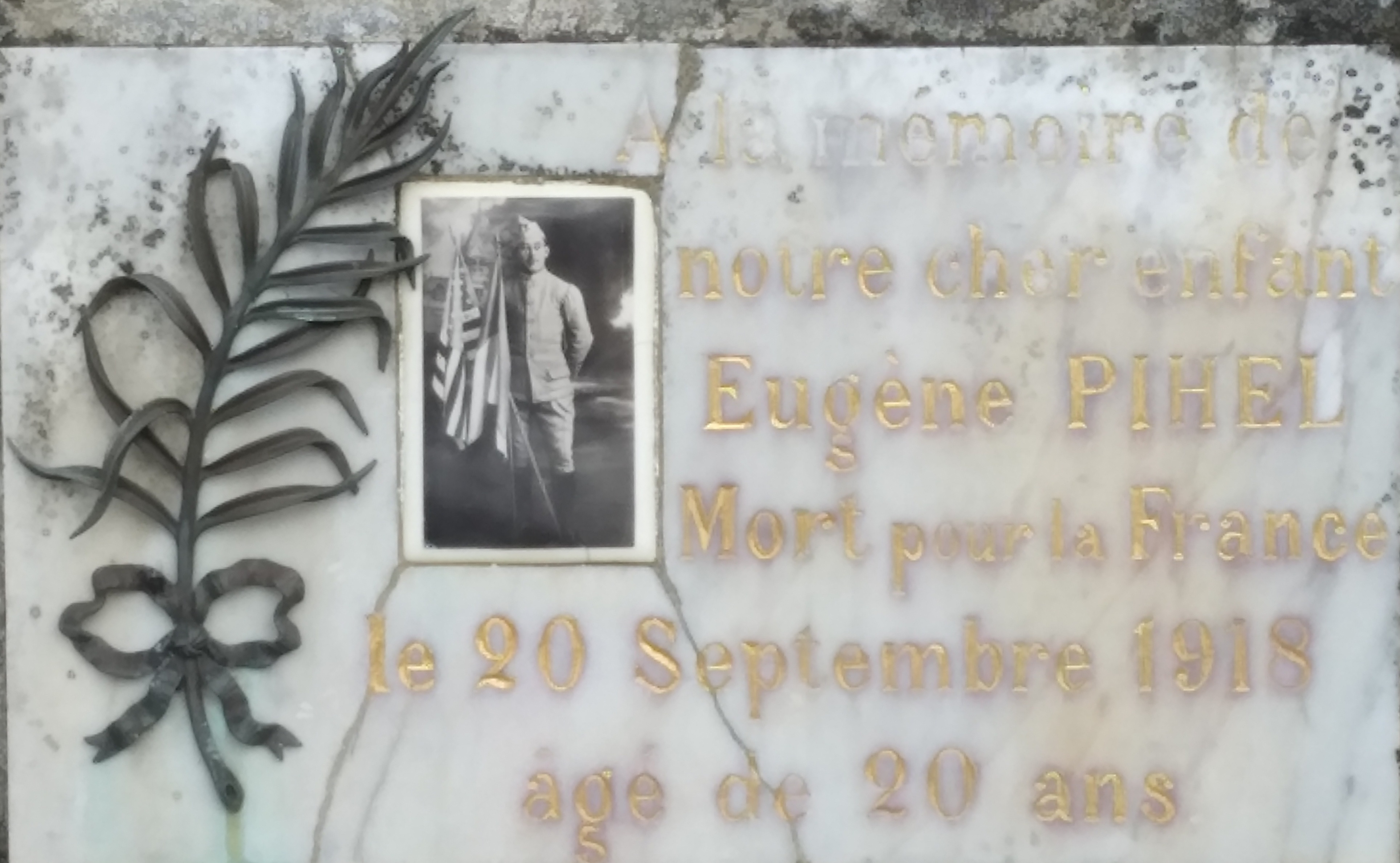
Plaque commémorative dans le cimetière de Trescalan du poilu Eugène Pihel originaire de la commune mort pour la France le 20 septembre 1918 à l'âge de 20 ans

Dans la période de l'entre-deux-guerres, on observe le développement du tourisme des bains de mer dès 1927 et l'église Sainte-Anne est construite dans le quartier du port en 1937.
Durant la Seconde Guerre mondiale, de nombreux blockhaus constitutifs du mur de l'Atlantique sont construits en bord de mer et deux autres lignes de défense s'étalent sur la commune. L'armée d'occupation procède à l'évacuation des habitants du bourg de Trescalan et installe au sommet du clocher de l'église un poste d'observation, qui perdure jusqu'à la reddition. Une bombe est larguée sur la ville en 1942. On pense cependant qu'il s'agit en fait d'une erreur de la part des Anglais. Par chance, aucune victime n'est à déplorer. Cette meme année, le bateau de pêche Ramona saute sur une mine au large de Pen Bron, entraînant la mort de son patron Auguste Nogues et de deux autres personnes, messieurs Cossade et Lemonnier. Le 18 février 1944, le maréchal Rommel vient en personne inspecter sur place à La Turballe les fortifications militaires. À la fin de la Seconde Guerre mondiale, à cause de l'existence de la Poche de Saint-Nazaire, l'occupation allemande se prolonge à La Turballe comme sur l'ensemble des localités voisines de l'estuaire durant 9 mois de plus (d'août 1944 au 11 mai 1945), la reddition effective de la poche intervenant 3 jours après la capitulation de l'Allemagne.
Le 25 janvier 1995, le président de la République François Mitterrand s'est rendu à La Turballe pour rencontrer des marins-pêcheurs.

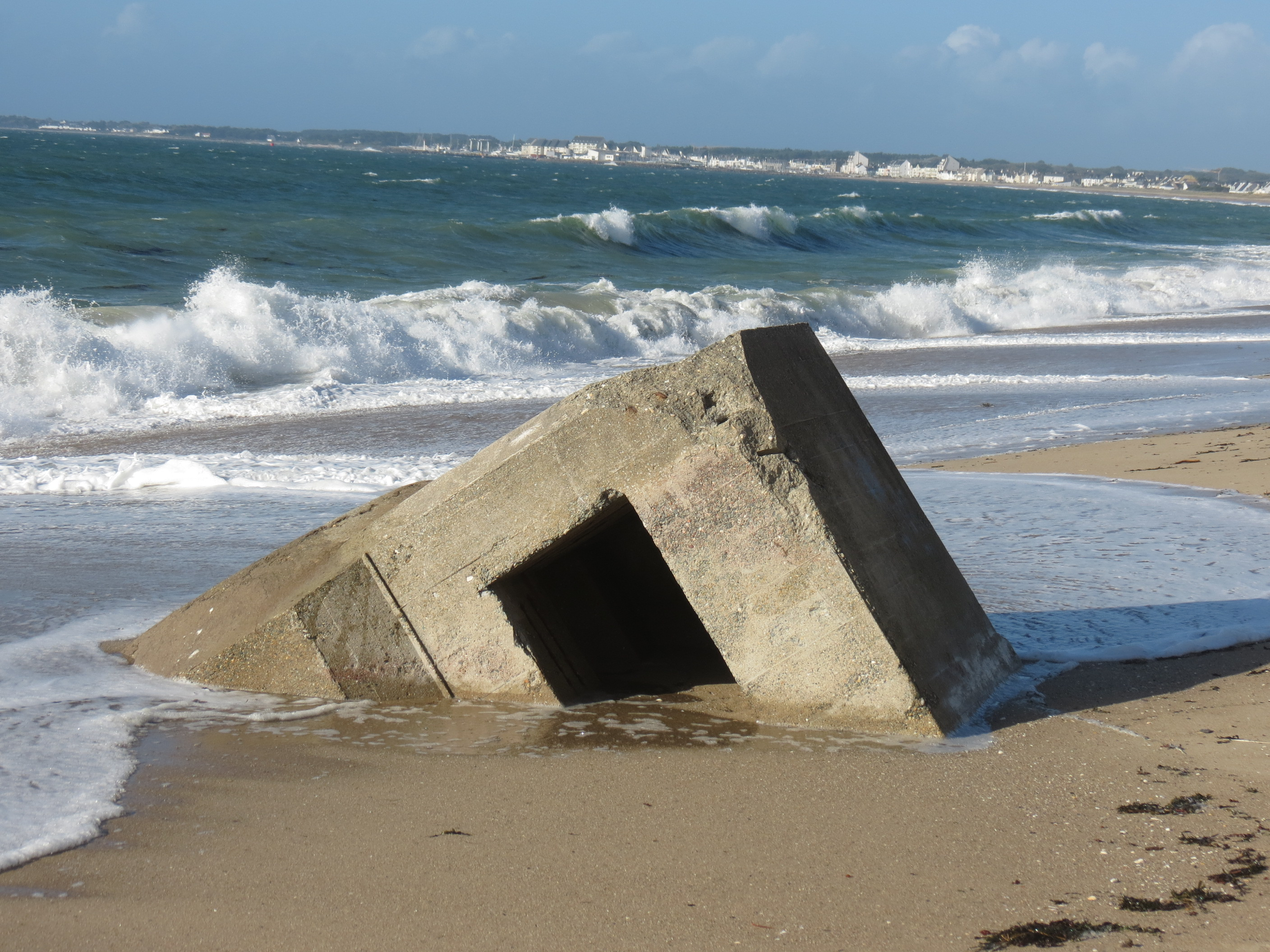
Vestige de poste de tir allemand du mur de l'Atlantique.
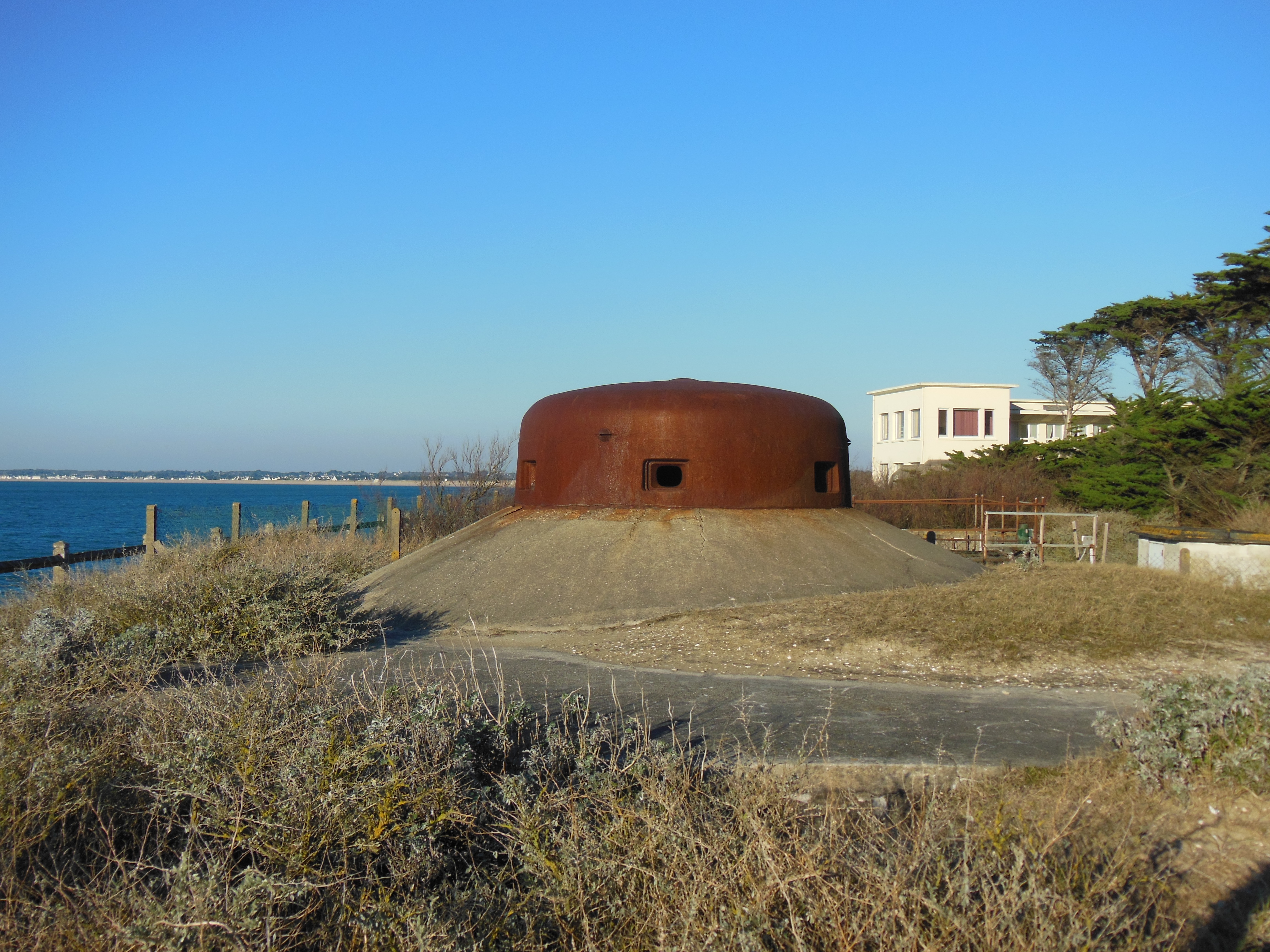
Tourelle allemande pour mitrailleuses à Pen Bron.
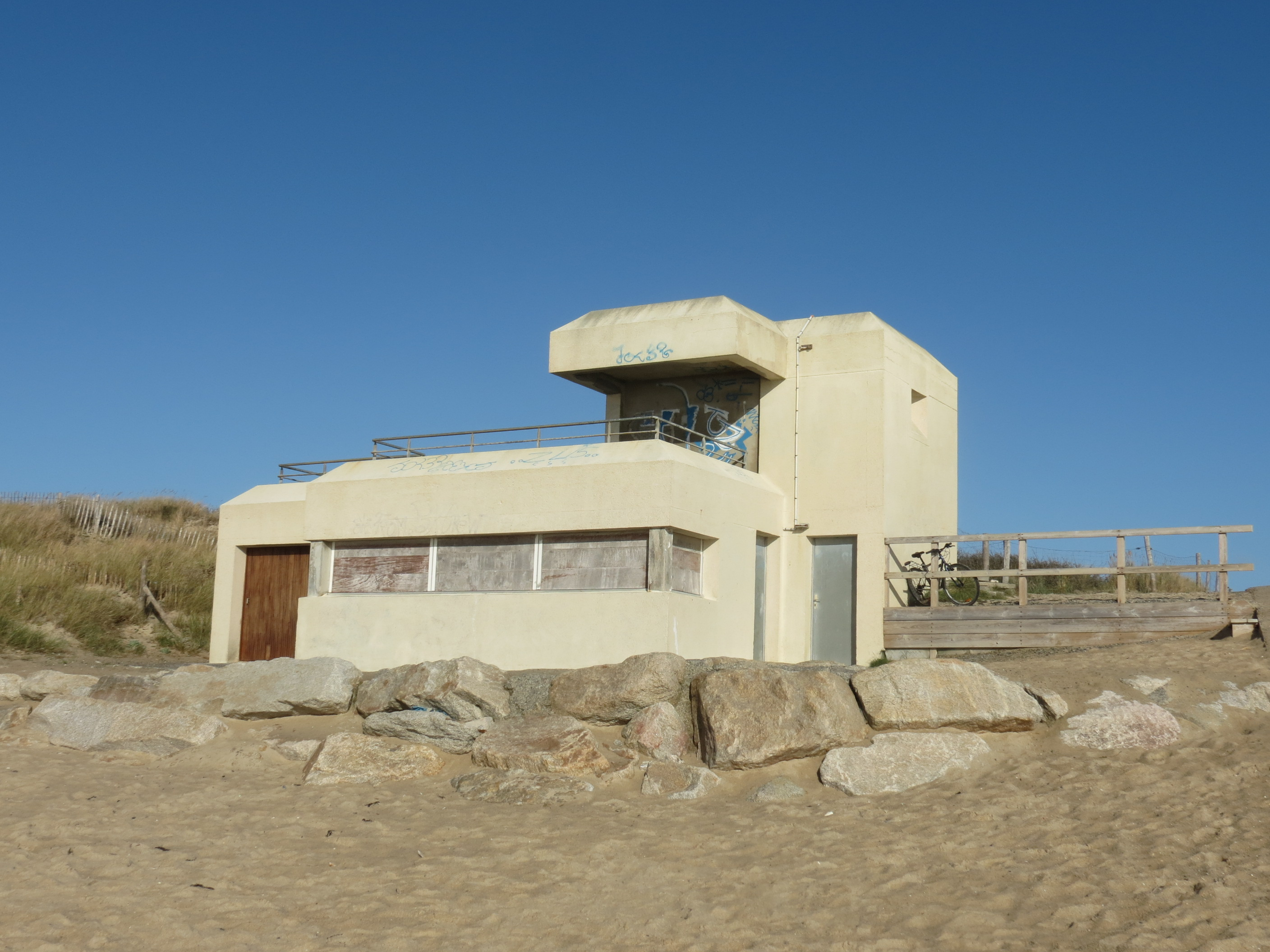
Blockhaus transformé en poste de surveillance de la plage en période estivale.
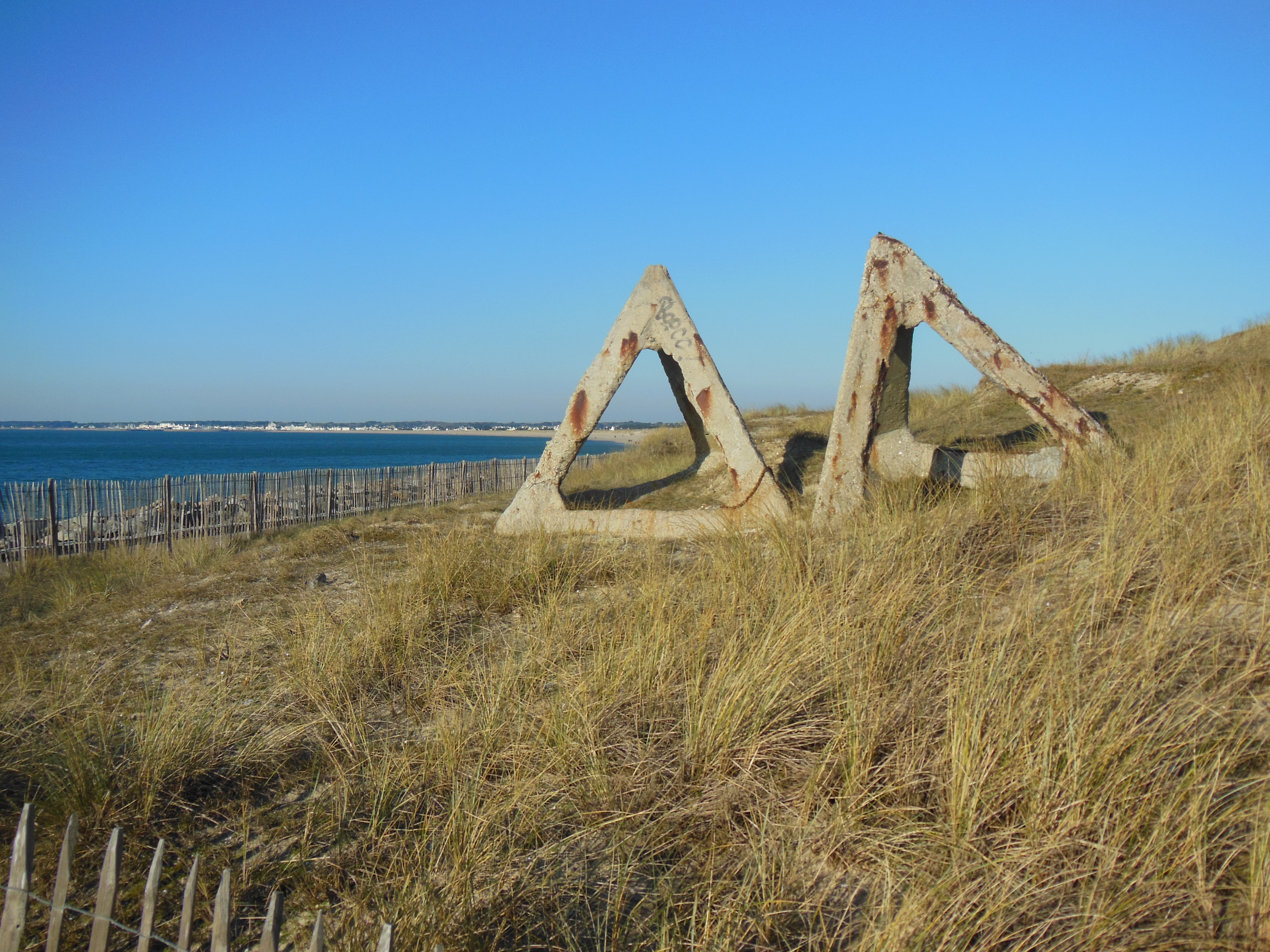
Tétraèdres en béton à Pen Bron, utilisés comme obstacles aux barges de débarquement.

## Politique et administration

### Jumelages
- Bussang (France)
- Camariñas (Espagne) depuis le 1er août 2017[57]

## Population et société

### Démographie
Selon le classement établi par l'Insee en 1999, la commune est urbaine, principale composante de l'agglomération de La Turballe, qui inclut Piriac-sur-Mer et Mesquer. C'est par ailleurs une commune multipolarisée entre les aires urbaines de Redon et Saint-Nazaire appartenant à l'espace urbain de Nantes-Saint-Nazaire.
La population de la commune est en augmentation presque constante depuis le recensement de 1962.

#### Évolution démographique
La commune est créée en 1865 à partir d'un démembrement partiel de Guérande.
L'évolution du nombre d'habitants est connue à travers les recensements de la population effectués dans la commune depuis 1866. Pour les communes de moins de 10 000 habitants, une enquête de recensement portant sur toute la population est réalisée tous les cinq ans, les populations de référence des années intermédiaires étant quant à elles estimées par interpolation ou extrapolation. Pour la commune, le premier recensement exhaustif entrant dans le cadre du nouveau dispositif a été réalisé en 2005.

En 2022, la commune comptait 4 862 habitants, en évolution de +8 % par rapport à 2016 (Loire-Atlantique : +6,68 %, France hors Mayotte : +2,11 %).
| 1866  | 1872  | 1876  | 1881  | 1886  | 1891  | 1896  | 1901  | 1906  |
| ----- | ----- | ----- | ----- | ----- | ----- | ----- | ----- | ----- |
| 2 842 | 2 173 | 2 221 | 2 480 | 2 573 | 2 683 | 2 786 | 2 612 | 2 940 |

| 1911  | 1921  | 1926  | 1931  | 1936  | 1946  | 1954  | 1962  | 1968  |
| ----- | ----- | ----- | ----- | ----- | ----- | ----- | ----- | ----- |
| 2 819 | 2 577 | 2 511 | 2 762 | 2 586 | 1 964 | 2 709 | 2 542 | 2 716 |

| 1975  | 1982  | 1990  | 1999  | 2005  | 2006  | 2010  | 2015  | 2020  |
| ----- | ----- | ----- | ----- | ----- | ----- | ----- | ----- | ----- |
| 2 959 | 3 120 | 3 587 | 4 042 | 4 350 | 4 341 | 4 582 | 4 460 | 4 889 |

| 2022  | - | - | - | - | - | - | - | - |
| ----- | - | - | - | - | - | - | - | - |
| 4 862 | - | - | - | - | - | - | - | - |

#### Pyramide des âges
La population de la commune est relativement âgée.
En 2018, le taux de personnes d'un âge inférieur à 30 ans s'élève à 20,9 %, soit en dessous de la moyenne départementale (37,3 %). À l'inverse, le taux de personnes d'âge supérieur à 60 ans est de 48,0 % la même année, alors qu'il est de 23,8 % au niveau départemental.
En 2018, la commune comptait 2 200 hommes pour 2 380 femmes, soit un taux de 51,97 % de femmes, légèrement supérieur au taux départemental (51,42 %).
Les pyramides des âges de la commune et du département s'établissent comme suit.
| Hommes | Classe d’âge | Femmes |
| ------ | ------------ | ------ |
| 0,8    | 90 ou +      | 1,4    |
| 13,6   | 75-89 ans    | 14,5   |
| 32,2   | 60-74 ans    | 33,5   |
| 19,7   | 45-59 ans    | 20,6   |
| 11,1   | 30-44 ans    | 10,7   |
| 10,9   | 15-29 ans    | 7,8    |
| 11,7   | 0-14 ans     | 11,5   |

| Hommes | Classe d’âge | Femmes |
| ------ | ------------ | ------ |
| 0,6    | 90 ou +      | 1,8    |
| 6      | 75-89 ans    | 8,6    |
| 15,1   | 60-74 ans    | 16,4   |
| 19,4   | 45-59 ans    | 18,8   |
| 20,1   | 30-44 ans    | 19,3   |
| 19,2   | 15-29 ans    | 17,4   |
| 19,5   | 0-14 ans     | 17,6   |

### Enseignement
Secteur public : école Jules Verne
Secteur privé : école Sainte Marie de l'océan
Formation de saliculture : créée en 1979 à l'initiative de paludiers, cette formation est unique en France. Elle dépend du centre de formation de la Chambre d'Agriculture des Pays-de-la-Loire et elle est reconnue par le Ministère de l'Agriculture, ce qui permet aux paludiers ainsi formés d'obtenir des aides au moment de leur installation. La formation dure 11 mois et débouche sur l'obtention d'un Brevet Professionnel de Responsable d'Exploitation Agricole. Elle alterne la pratique (production, récolte du sel, préparation des salines, entretien du réseau hydraulique) et la théorie (gestion, compréhension du territoire, commercialisation). Entre 15 et 17 personnes sont ainsi formées chaque année.

### Santé

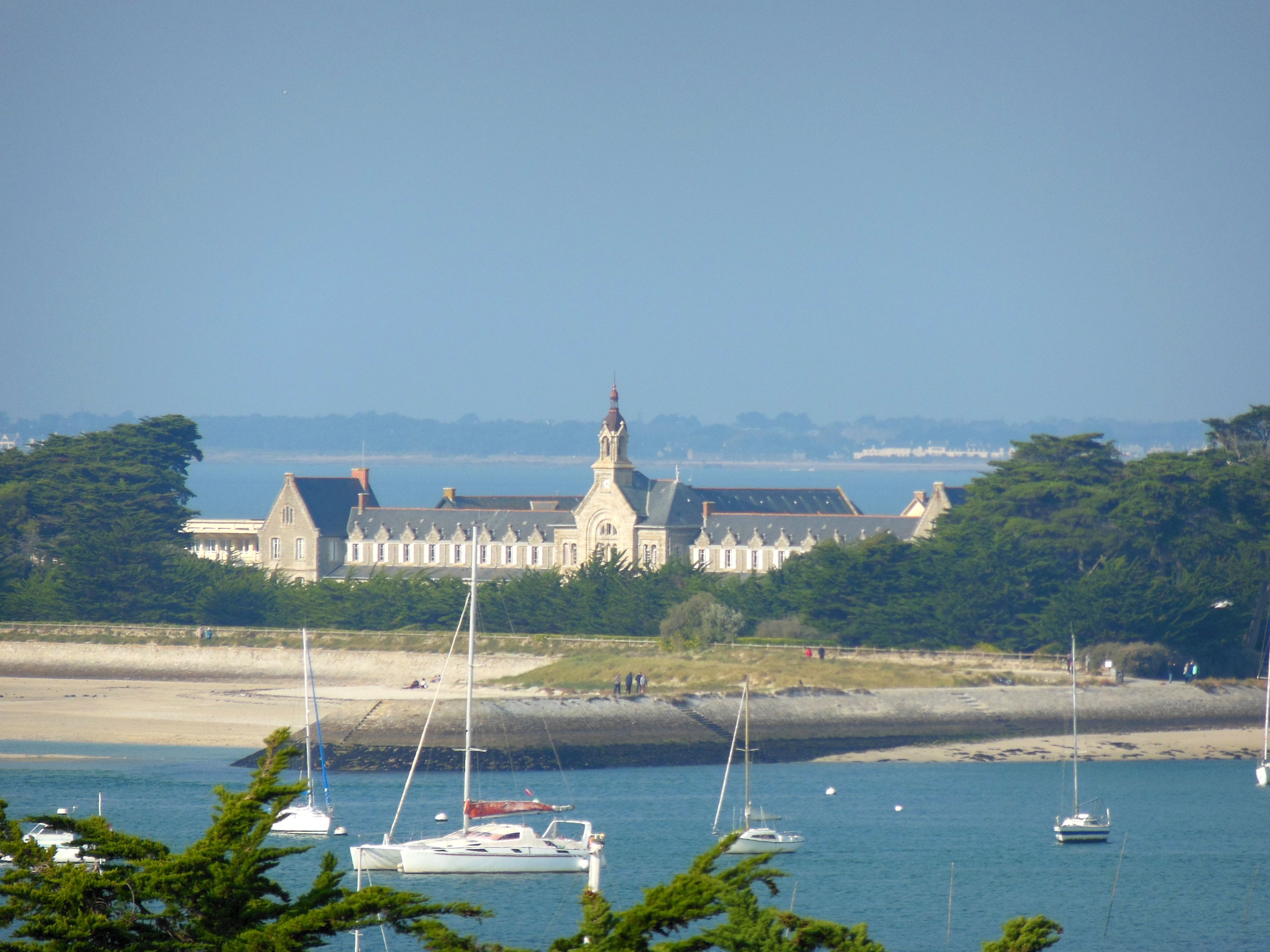
Centre marin de Pen-Bron.

Le centre marin de Pen-Bron, situé sur la commune, est un ancien établissement médical spécialisé en rééducation et réadaptation fonctionnelles. Il est établi dans l'hôpital pour enfants fondé en 1887 par Hippolyte Pallu. Comptant 330 salariés, il était le premier employeur de la communauté d'agglomération de la Presqu'île de Guérande Atlantique. Il a fermé le 1er janvier 2017. 
Vendu en 2024 à Vinci immobilier, un projet immobilier comprenant hôtel de luxe, hébergements touristiques et lieu de séminaire y sera aménagé dans les 20 000m² de bâtiments existants qui seront rénovés. Les forêts et les dunes ont eux été cédés au conservatoire du littoral

### Sports
La commune est équipée des terrains de sport « Gaby Vallot » et de courts de tennis. Le club de plongée de la Turballe fonctionne sur le mode associatif. Société des régates de La Turballe. Elle a été aussi ville étape du Tour de Bretagne cycliste.

## Économie
PêcheLe port de La Turballe  est le premier port de pêche des Pays de la Loire, avec quatre-vingt-un chalutiers, et le huitième de France en tonnage. Il est le premier port de la façade atlantique pour l'anchois (7 000 tonnes par an) et la sardine, que l'on fête généralement mi-juillet à l'occasion de la fête de la sardine.
L'activité mobilise trois cents professionnels actifs. La pêche au chalut se pratique toute l'année, la sardine et l'anchois étant récoltés du printemps à l'automne. En dehors de ces périodes ce sont le bar, le merlu, le merluchon, la dorade, la seiche et parfois le thon qui sont récoltés.
La criée organise chaque jour, au centre marée, une vente aux enchères, du lundi au vendredi à partir de 6 h. Depuis 2011, même si les ports de La Turballe et celui du Croisic possèdent une gestion commune pilotée par le département, les deux criées sont préservées mais leurs moyens techniques sont mutualisés. La coopérative maritime turballaise est fondée en juin 1916.

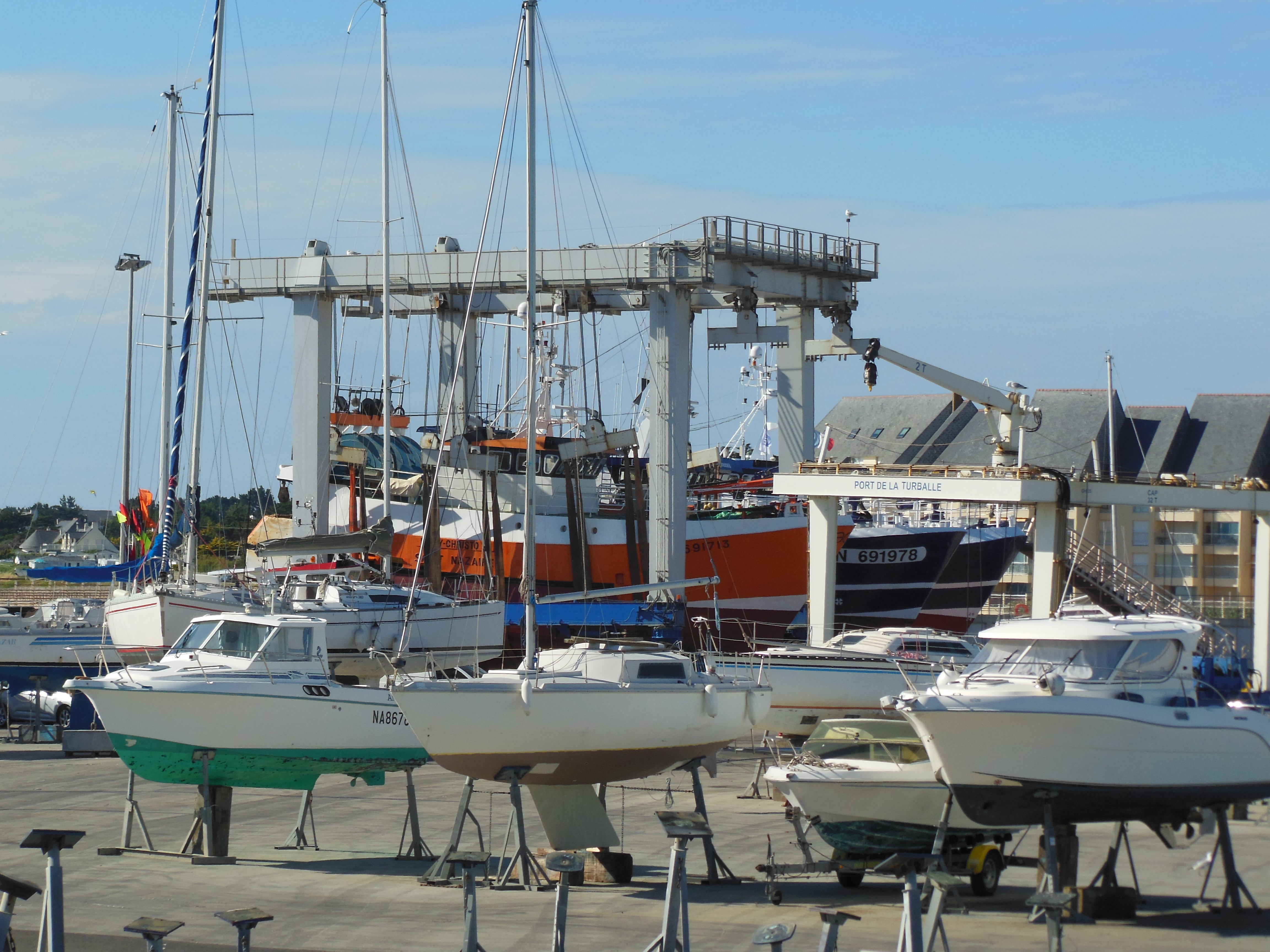
Aire de carénage.
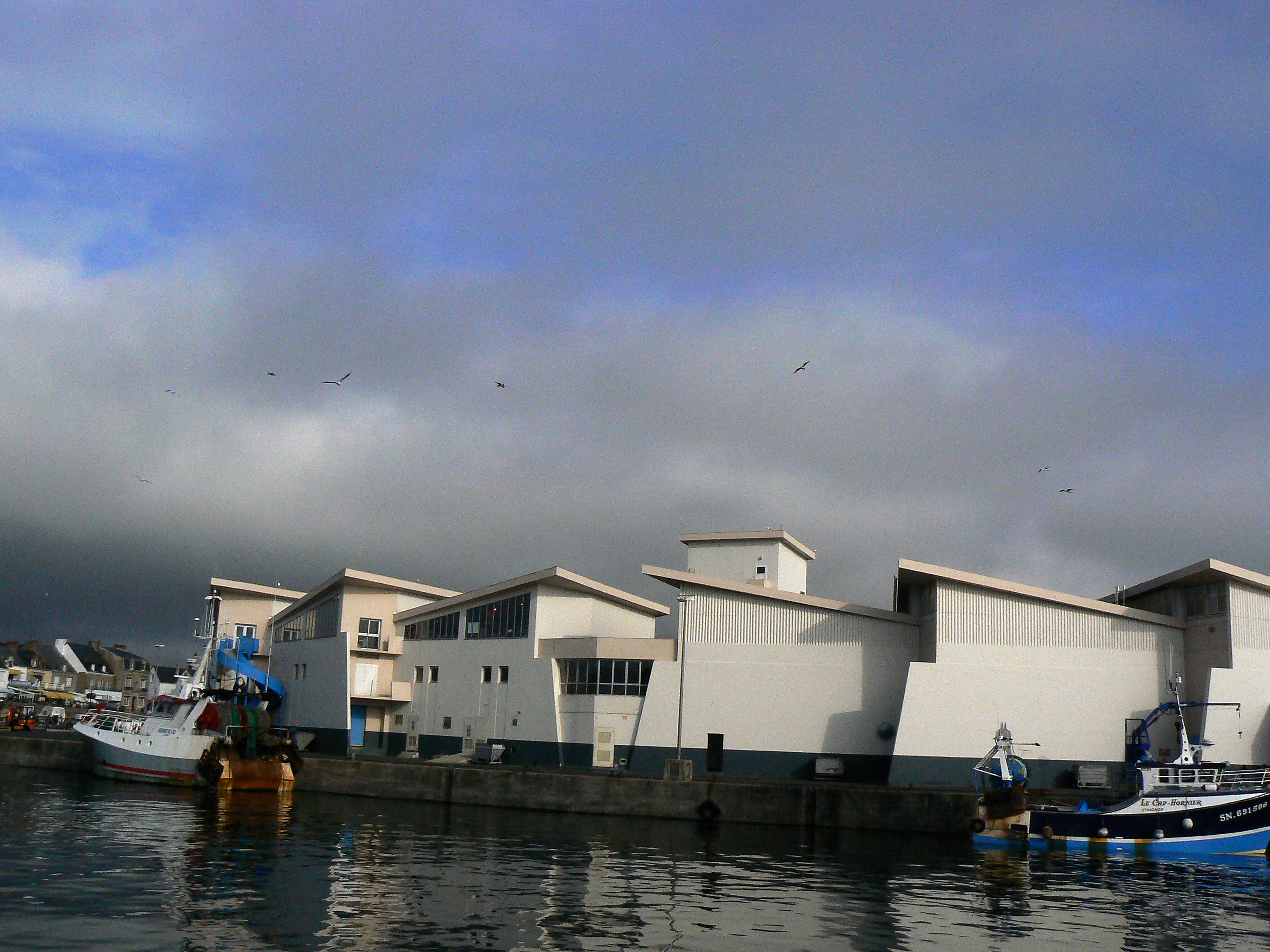
Criée du port de pêche de la Turballe.

AgricultureEn 2019, 401 hectares de terres agricoles sont exploitées sur la commune, qui dénombre onze sièges d'exploitations, trente actifs agricoles et six exploitants domiciliés en dehors de la commune possédant des terres à La Turballe. La production laitière domine, avec des aires de pacage pour le bétail, complétée par des cultures céréalières (maïs pour l'alimentation de bovins, blé pour l'alimentation animale et la farine des boulangers), des élevages de lapins, de volaille (production d'œufs), du maraîchage (fruits et légumes pour l'alimentation humaine), de la production de viande bovine.
SalicultureUn peu plus de 10% des 1650 hectares des marais salants de Guérande sont sur la commune de La Turballe. Un peu plus de vingt paludiers y exploitent environ 640 œillets. Le gros sel et le sel moulu fin ont reçu le Label Rouge en 1991 et depuis le 20 mars 2012, l'indication géographique protégée (IGP) « Sel de Guérande » et « Fleur de sel de Guérande » couvre l'ensemble du bassin de production.

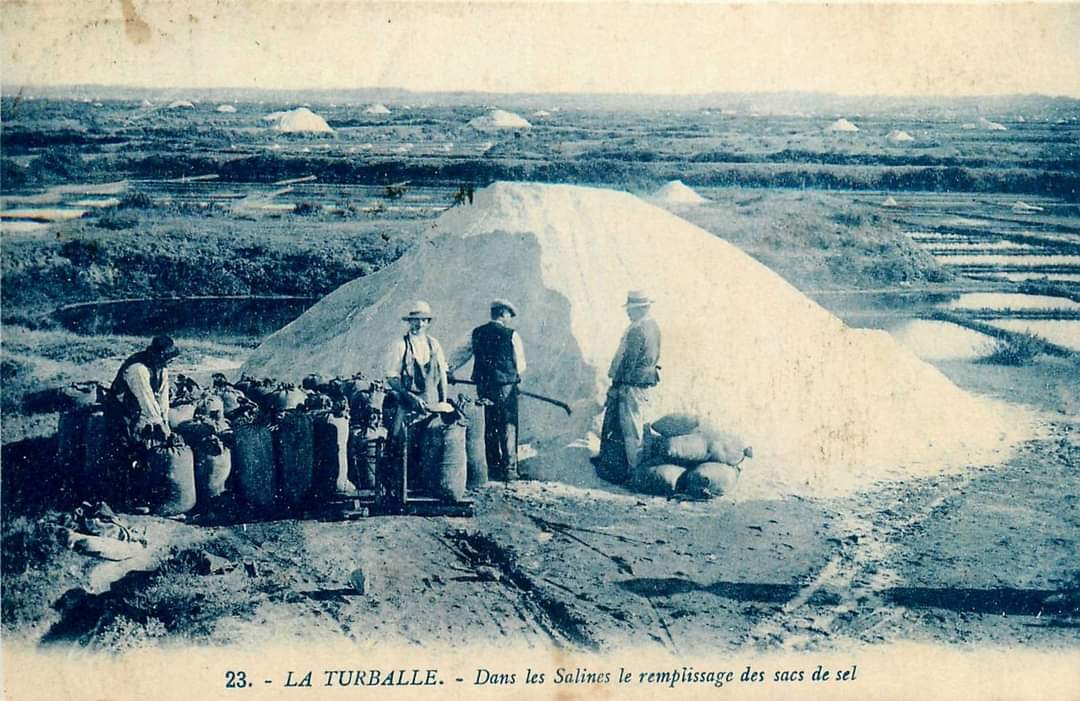
Remplissage de sacs de sels au début du XXe siècle.
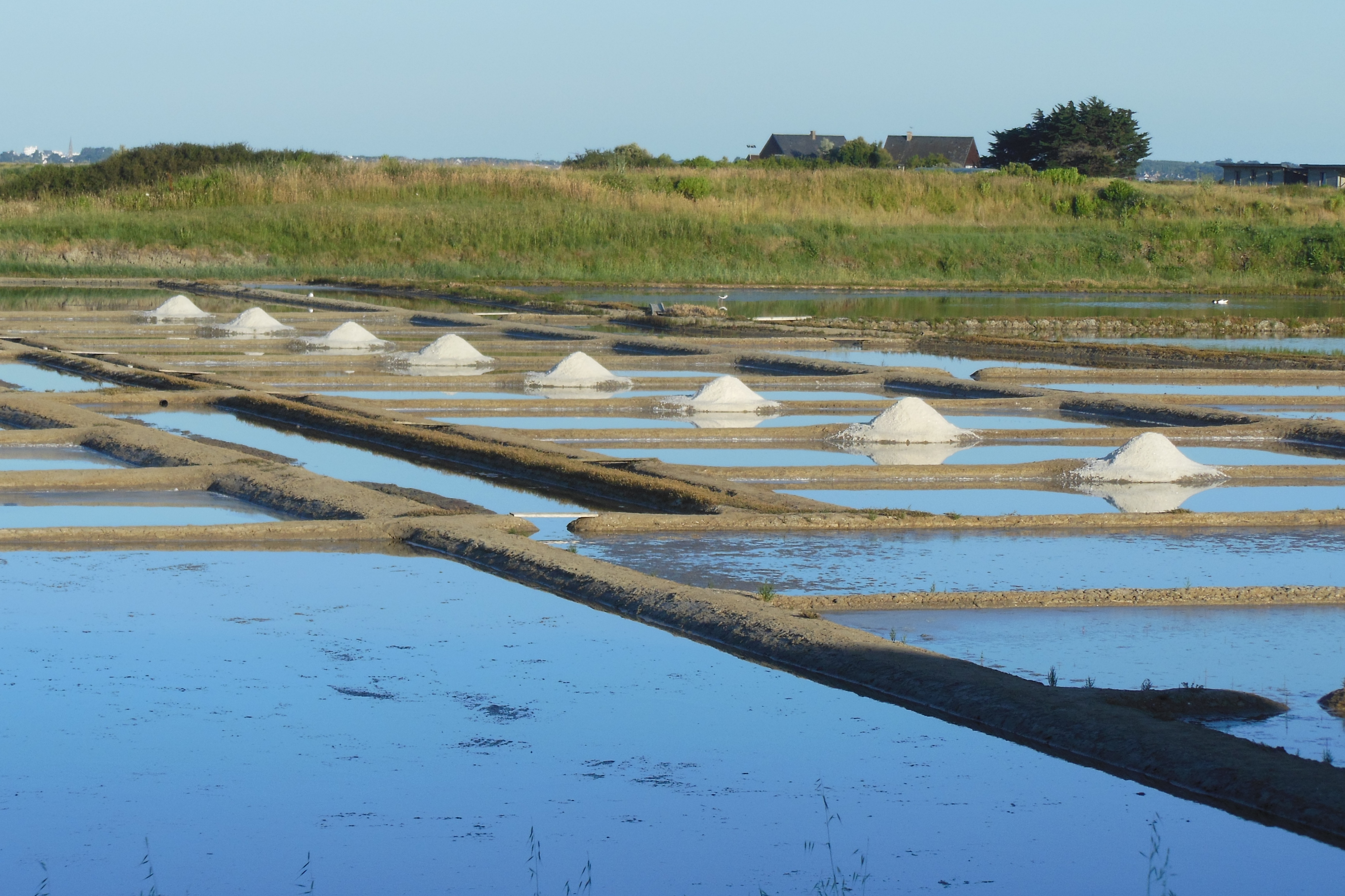
Salines à La Turballe.

Commerce, artisanat, servicesLa commune s'est dotée d'une zone artisanale qui regroupe quarante-deux entreprises sur une superficie de huit hectares, comptant principalement des établissements liés au monde maritime et à l'artisanat. Les cent soixante autres entreprises domiciliées à La Turballe se partagent différents secteurs d'activité comme le commerce, la restauration et les services.
TourismeLa Turballe est également un lieu de villégiature de la Côte d'Amour et de la presqu'île guérandaise. Historiquement, le développement touristique est relativement tardif, en raison de l'image de ville industrielle et du chemin de fer n'offrant que des liaisons locales. La situation évolue avec la fermeture progressive des conserveries et de l'émergence du tourisme de masse au lendemain de la Seconde Guerre mondiale. En 1970, la commune construit un équipement touristique au lieu-dit La Croix de l'Anse destiné à accueillir les familles dans un contexte de vacances pour tous et en confie la gestion à Village Vacances Familles (VVF). En 1990, le nombre de résidences secondaires dépasse celui des résidences principales, et s'établit à un niveau de 60 % de nos jours. En saison estivale, la population est multipliée par quatre. La ville est traversée par l'itinéraire cyclable Vélocéan. Trois plages (Pen-Bron, les Bretons, Ker Elisabeth) sont labellisées « pavillon bleu » sur une dizaine de kilomètres. Son port de plaisance dispose de trois cent quarante-cinq places dont trente pour les visiteurs.

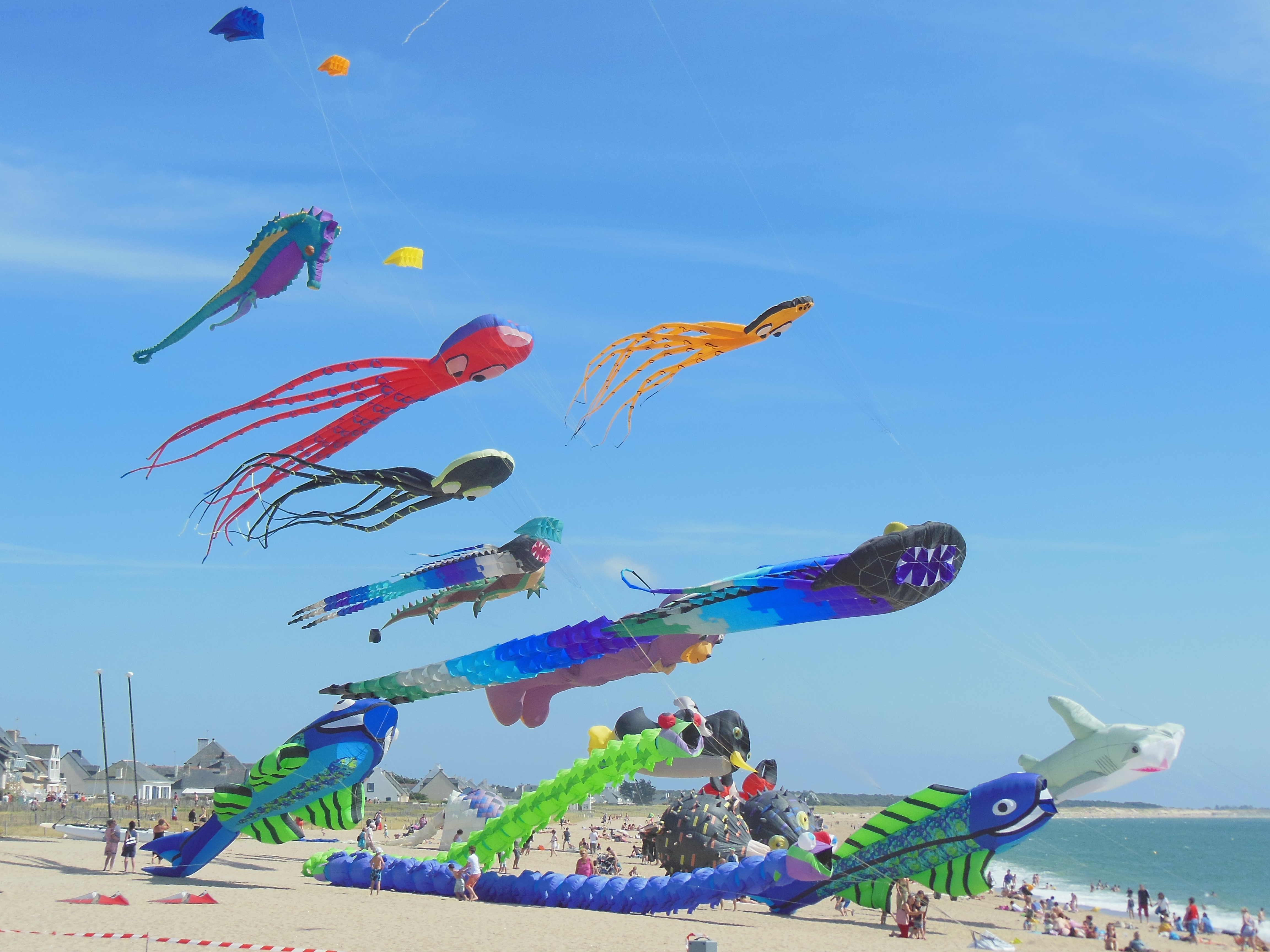
Cerfs-volants de Festi'Vent 2015, plage des Bretons.
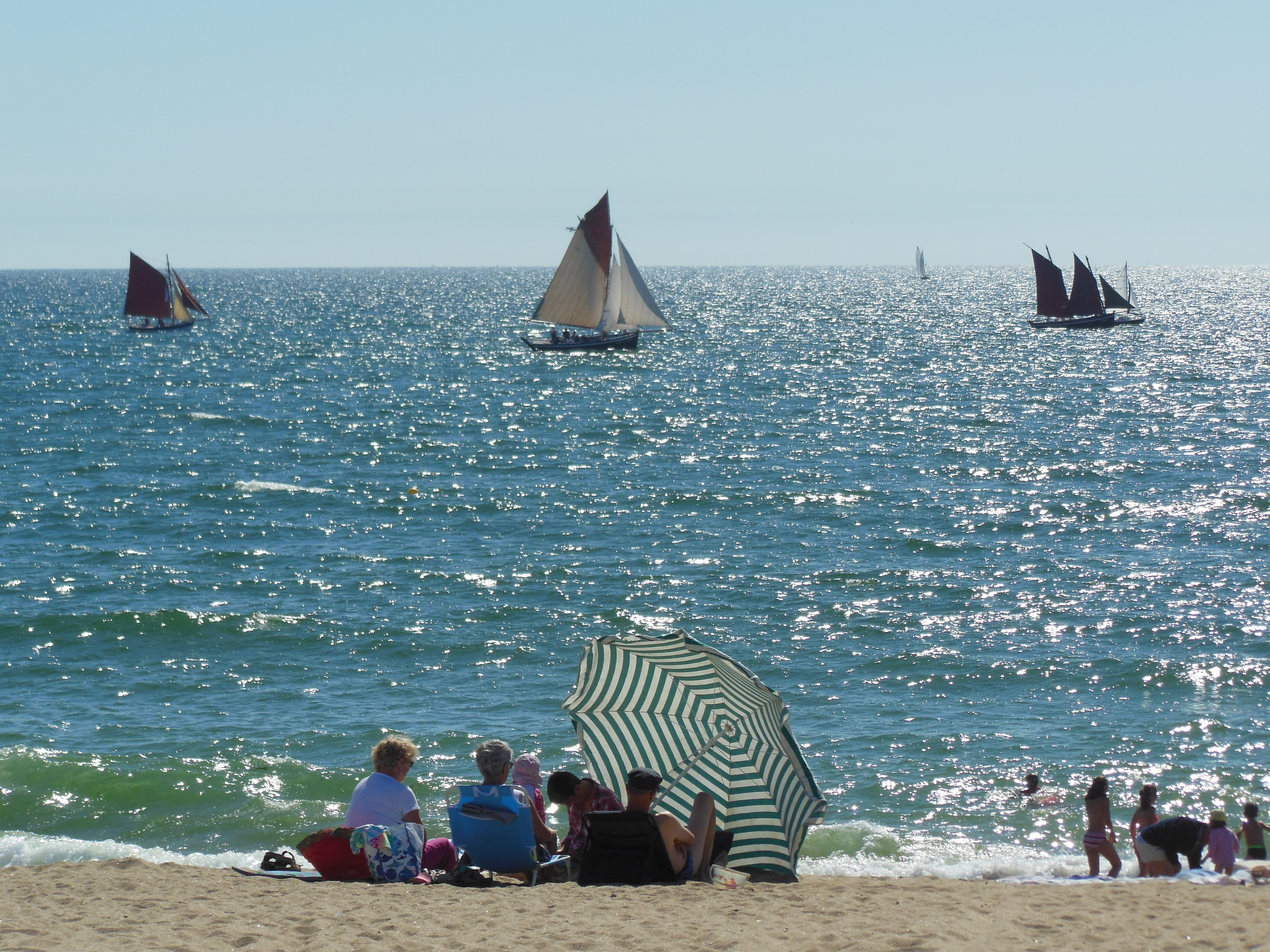
Vieux gréements au large de la plage des Bretons.
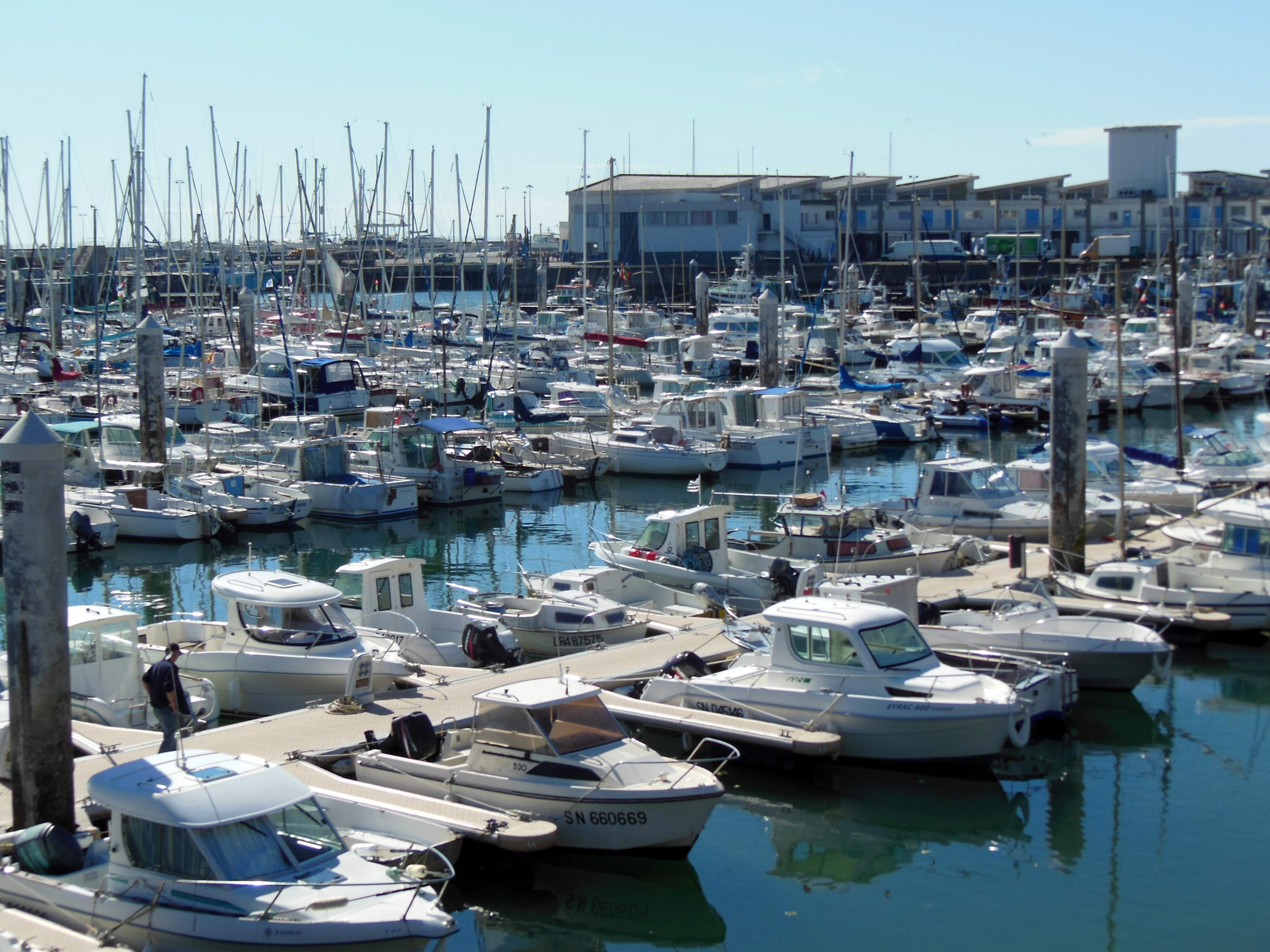
Port de plaisance.
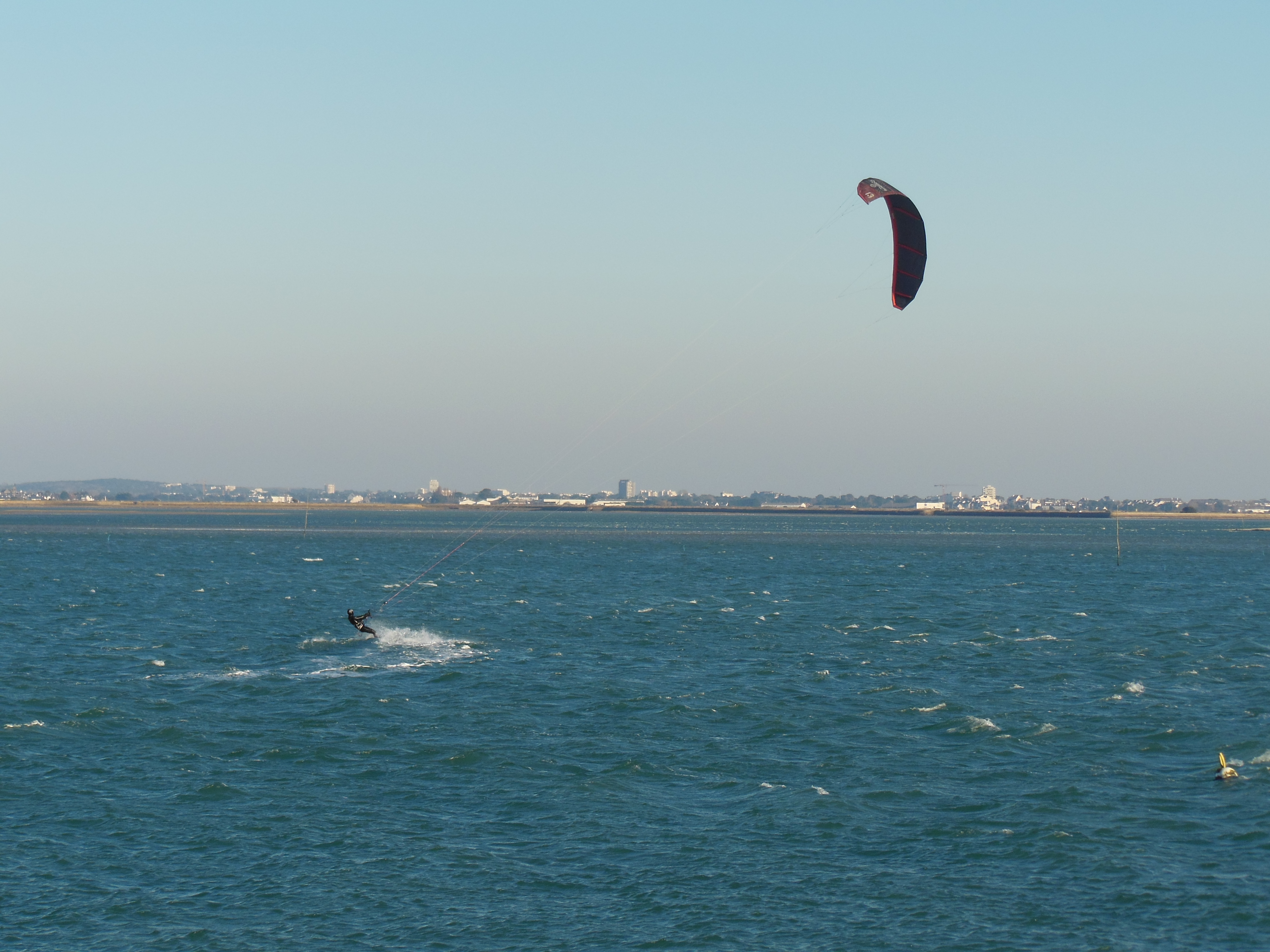
Kitesurf sur le petit Traict du Croisic.

## Culture locale et patrimoine

### Événements
- Société des Régates de La Turballe (SRT) : association créée dans les années 1980 dont l'activité consiste à organiser tous les quinze jours, de septembre à mai, des régates où se mesurent ses adhérents. Les événements suivants jalonnent le calendrier :
  - la Route du Sel, régate de deux jours marquant le coup d'envoi de la saison en septembre
  - le Trophée SNSM
  - la Duo Noctambule, course essentiellement nocturne
  - le Challenge JC Murgalé, solitaire le samedi, en équipage le dimanche
  - la Rush Cup, course monotype[71]
- Fête de la Sainte-Anne : la première a eu lieu le 27 juillet 1954. Initialement, cette fête votive rendait grâce à la sainte patronne pour la protection des pêcheurs et rendait hommage aux péris en mer[43]
- Festival Anne-de-Bretagne : La Turballe a accueilli l'événement en juin 2006 et mai 2019. Ce festival itinérant est destiné à fédérer les communes du département de la Loire-Atlantique autour de la culture bretonne[72].
- Vintage Heroes Festival, festival automobile concernant les véhicules des années 1970, 1980 et 1990
- Festi'Vent, festival sur le thème du cerf-volant, crée en 2008
- Fête des Jardins

### Lieux et monuments
Patrimoine religieux
- Église de Trescalan et son clocher belvédère qui, du sommet de la plus haute colline de la commune, offre un panorama remarquable sur les marais salants de Guérande et le petit traict du Croisic, qui s'étendent à l'est de la presqu'île de Pen-Bron.
- Église Sainte-Anne, dans le quartier du port
- Chapelle de Pen-Bron, sur le site du centre héliomarin
- Croix de Brogard, inscrite au titre des monuments historiques

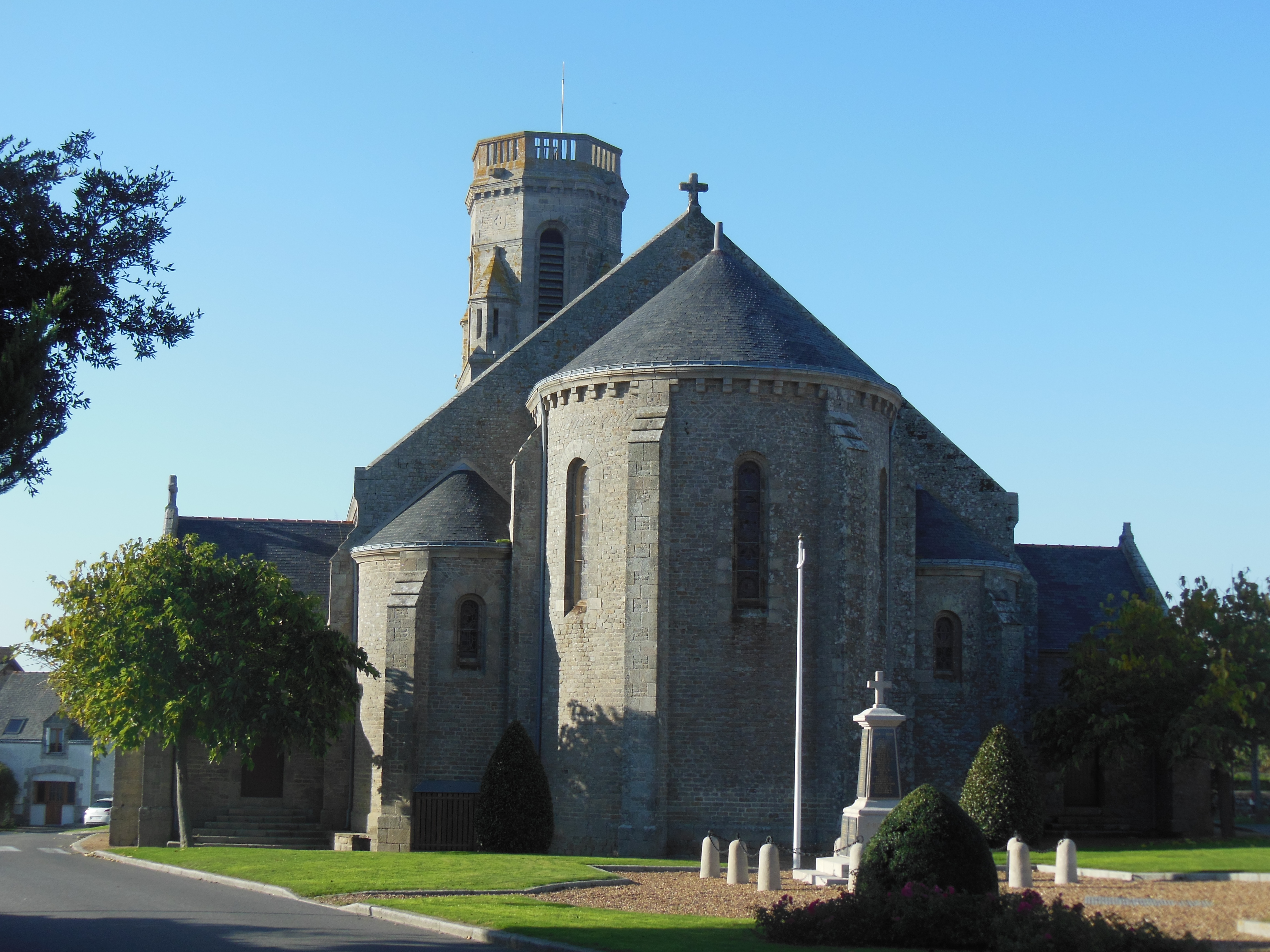
L'église de Trescalan et son clocher belvédère.
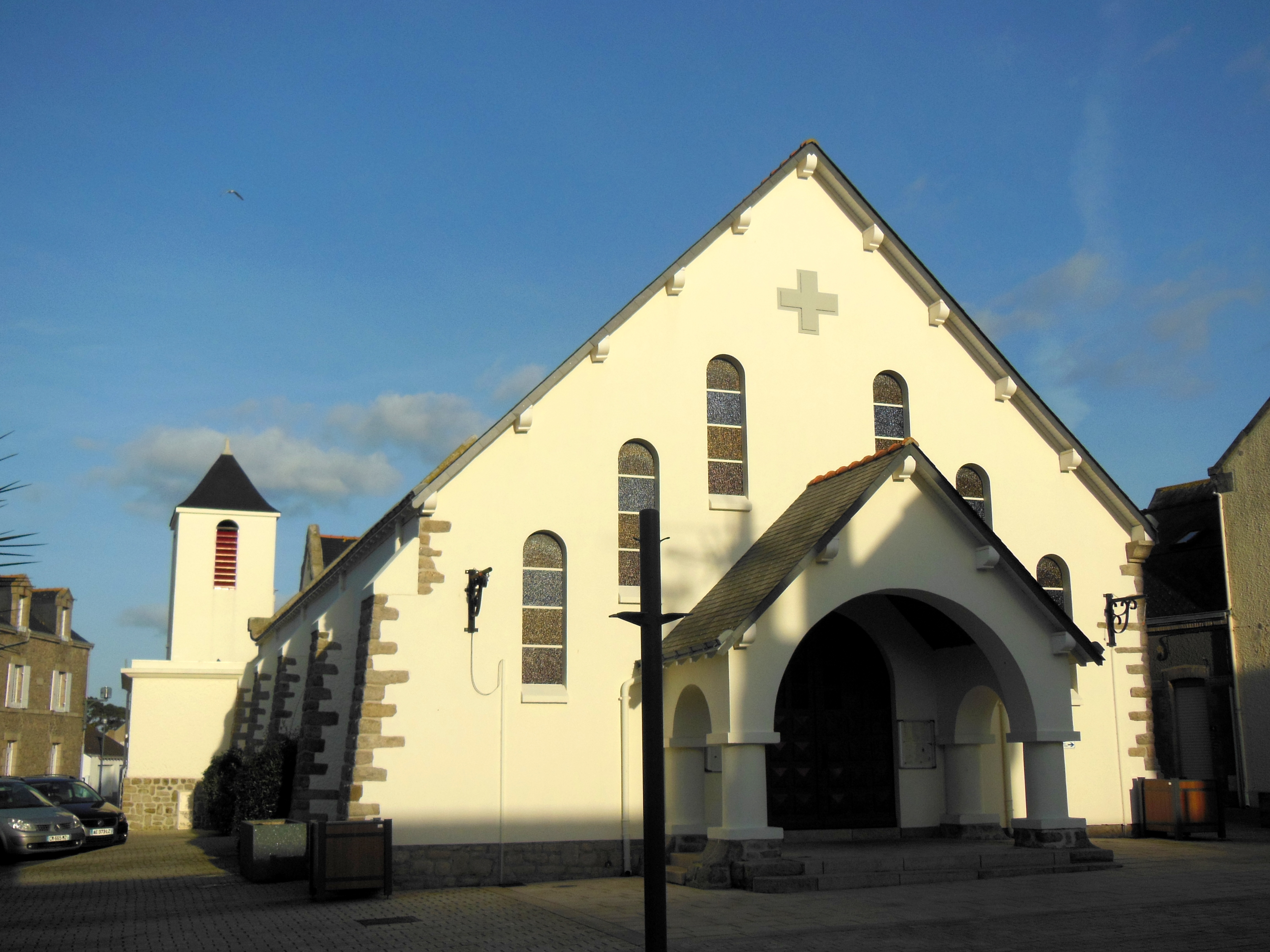
Église Sainte-Anne.
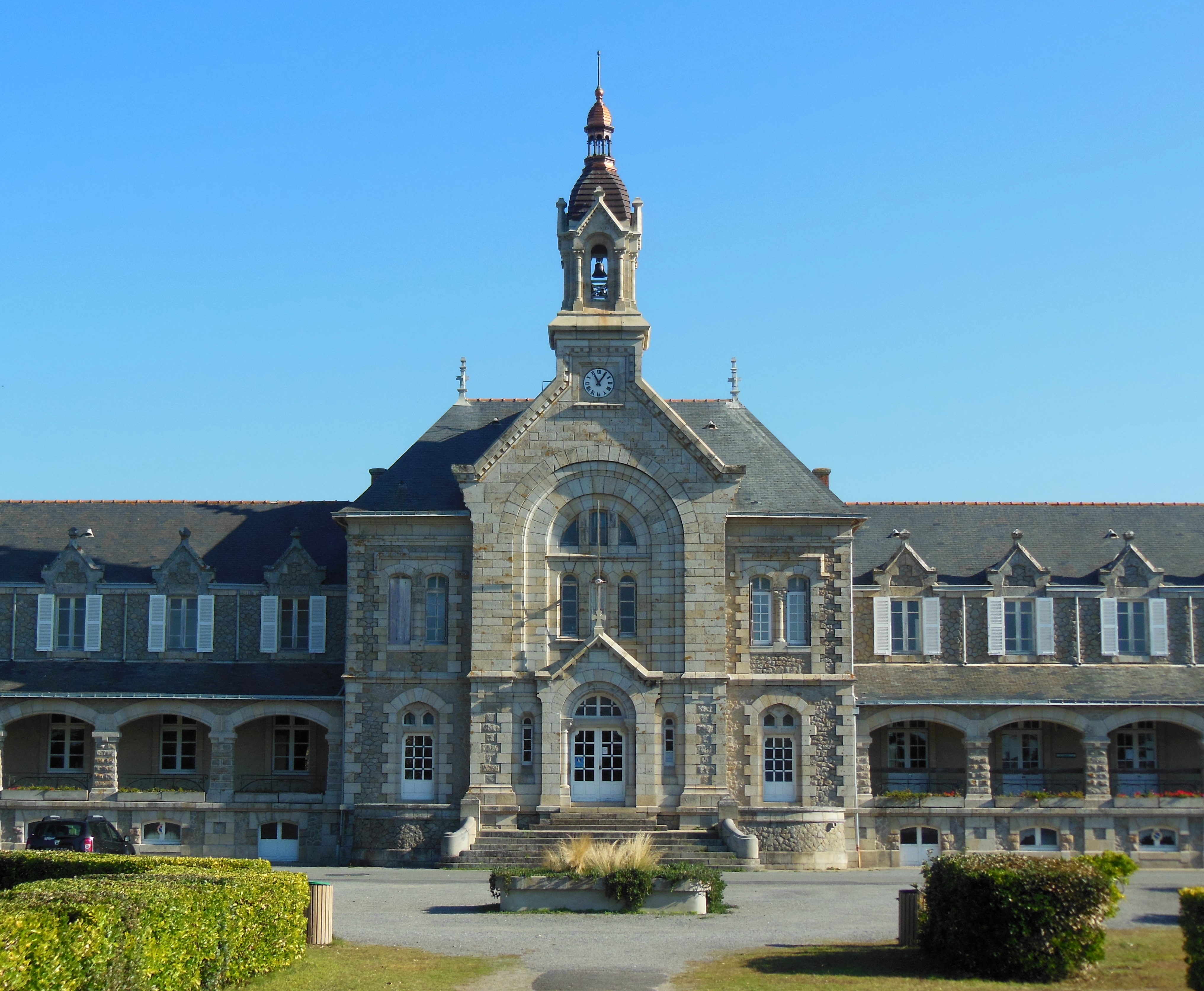
Chapelle de Pen-Bron.
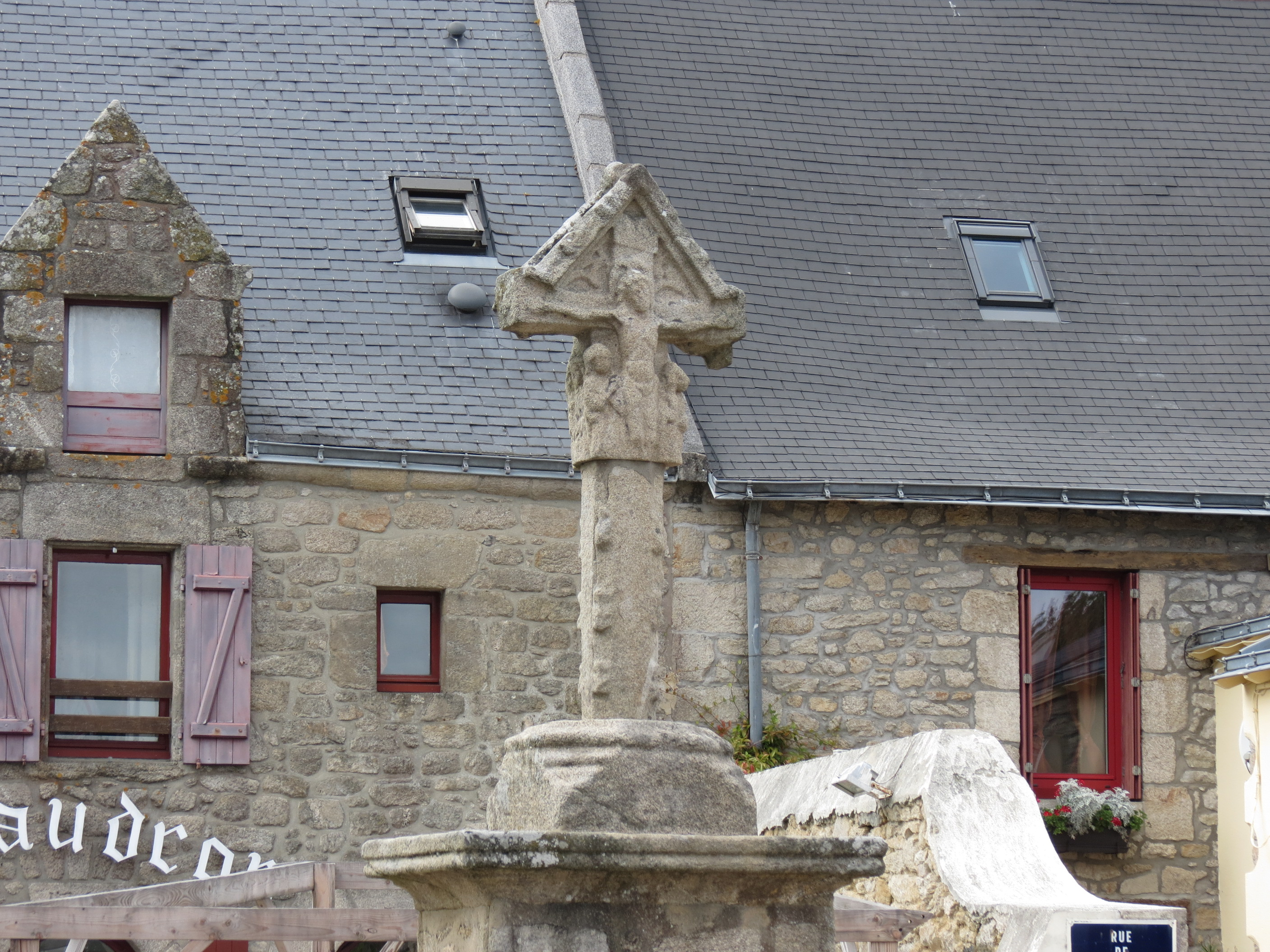
Croix de Brogard, ou Croix de Fourbihan.

Châteaux
- Château de Lauvergnac
- Manoir de Bréhet
- Château de Trévaly

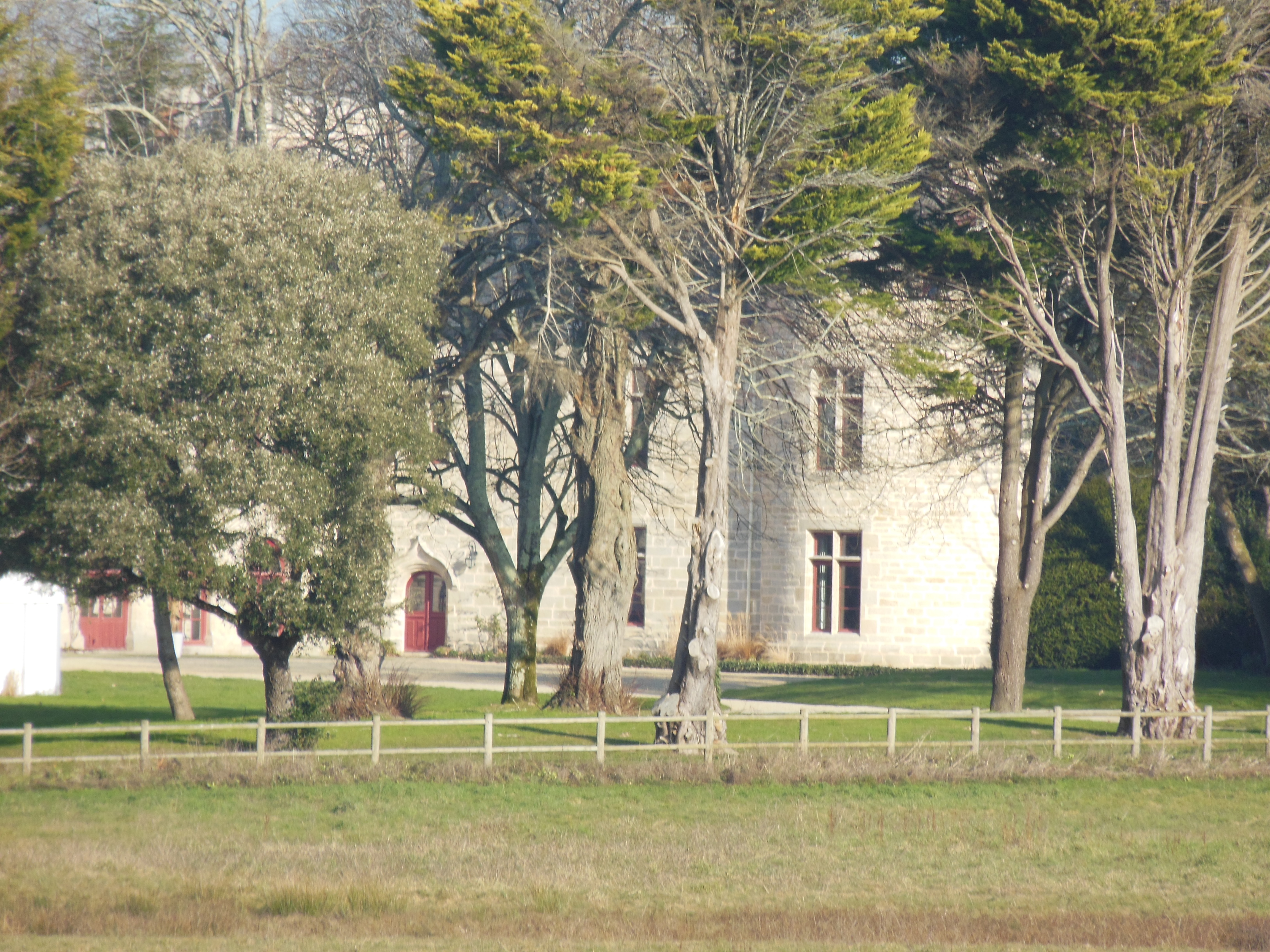
Château de Lauvergnac.
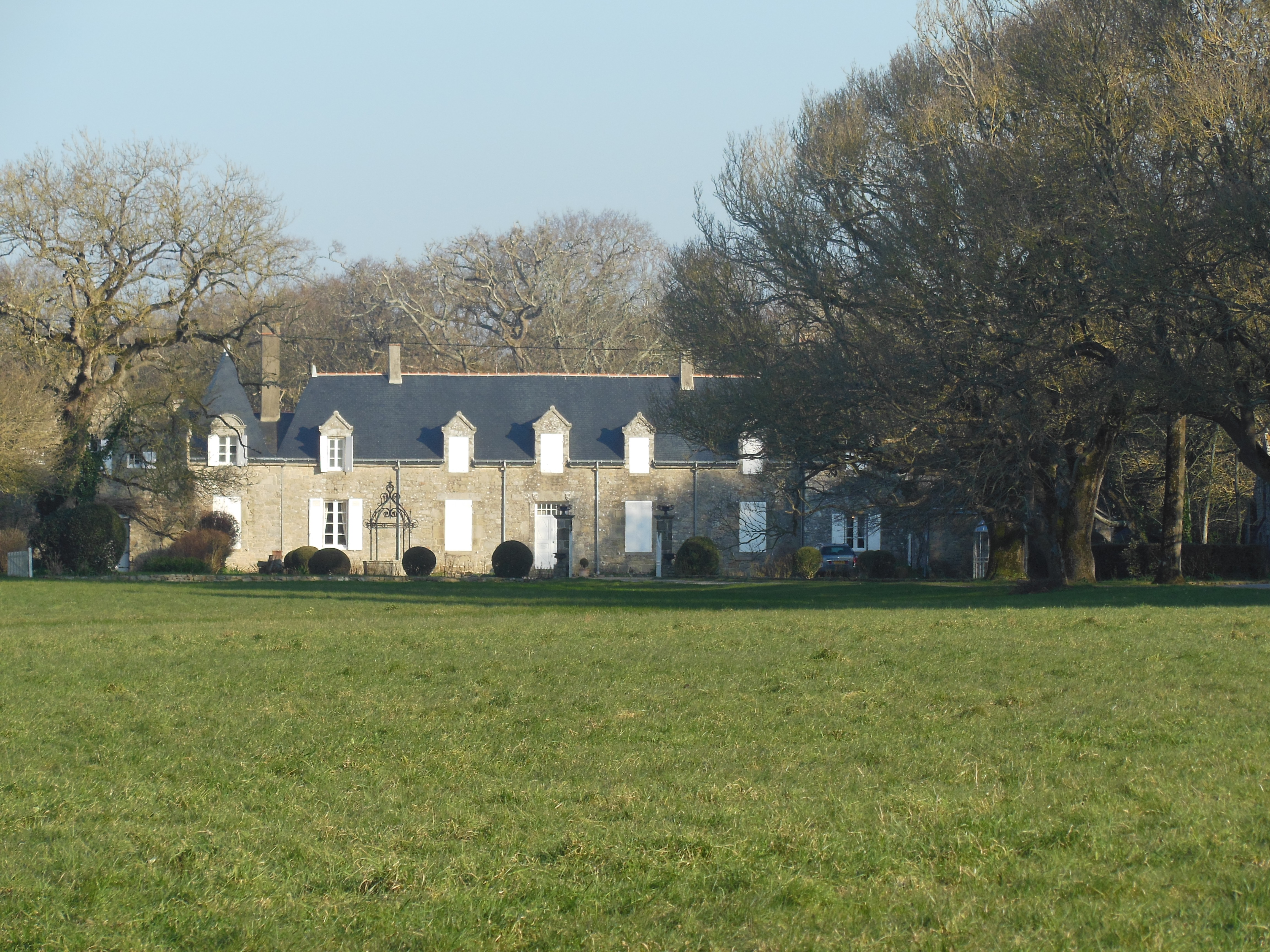
Manoir de Bréhet.
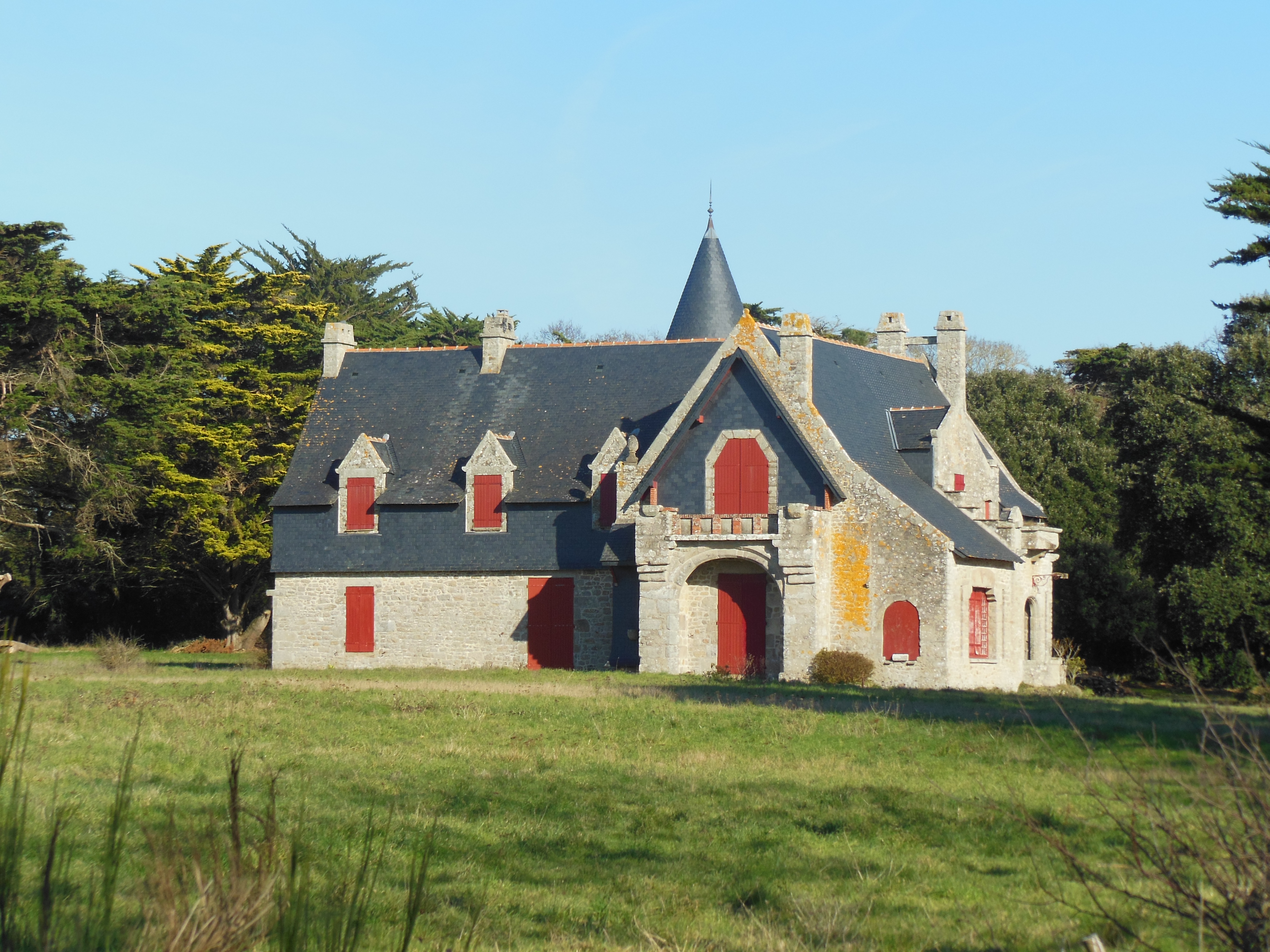
Château de Trévaly.

Moulins
- Moulin de Kerbroué
- Moulin de Kerhuel, sans aile et transformé en habitation

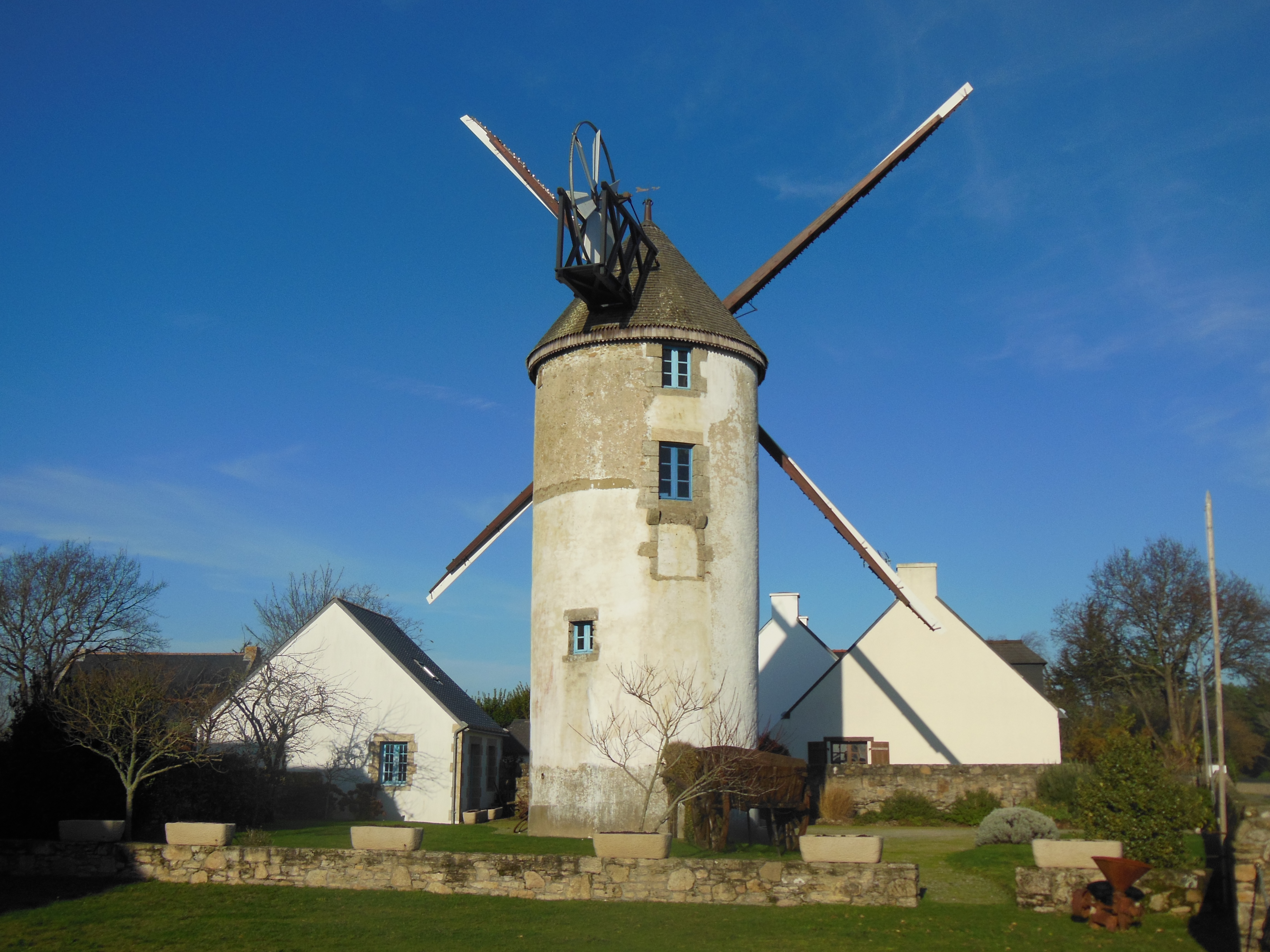
Moulin de Kerbroué.
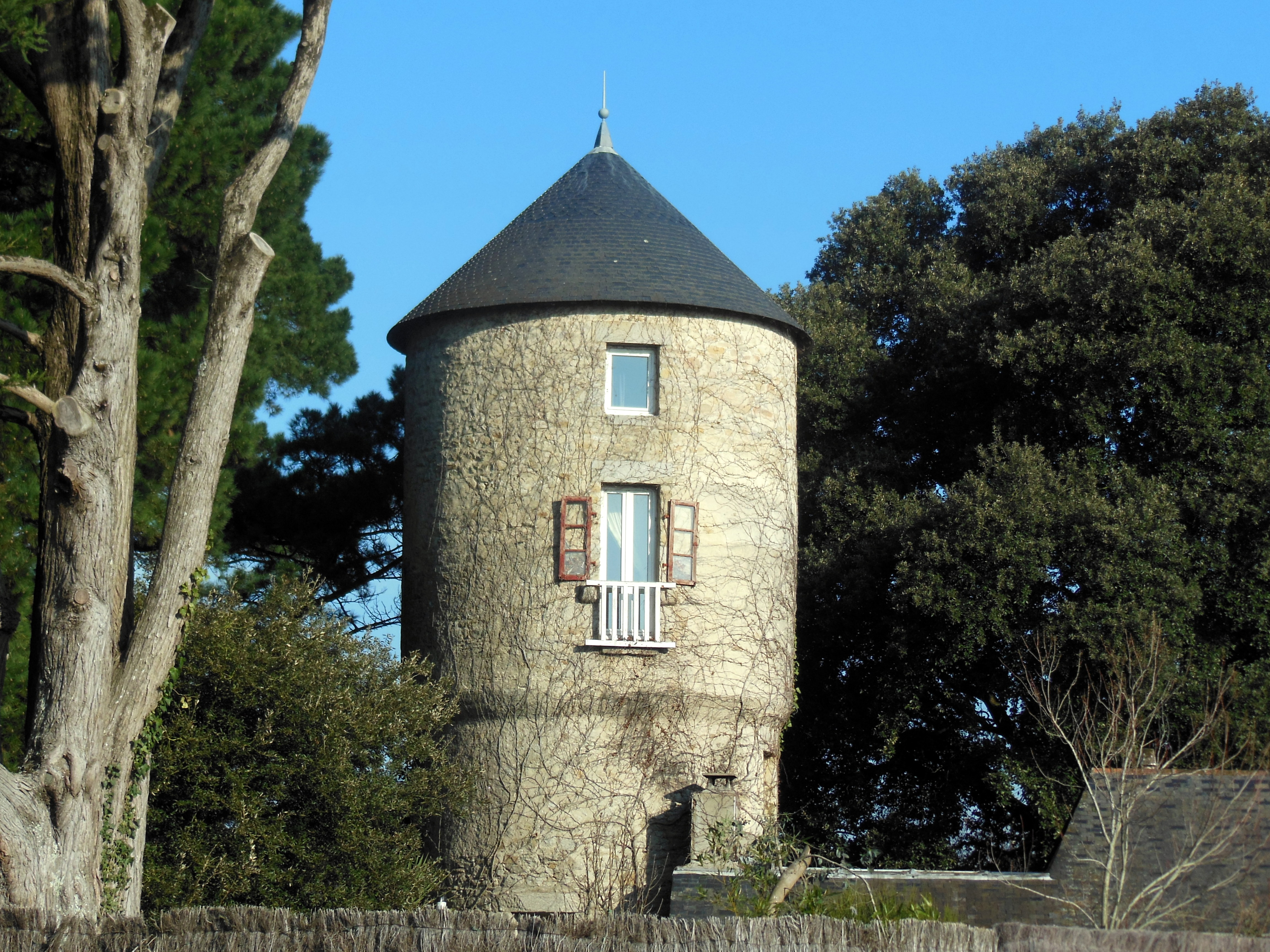
Moulin de Kerhuel.

Cinéma
- Cinéma Atlantic, cinéma associatif inauguré en 2000 dans le quartier de Trescalan[73]

Patrimoine maritime

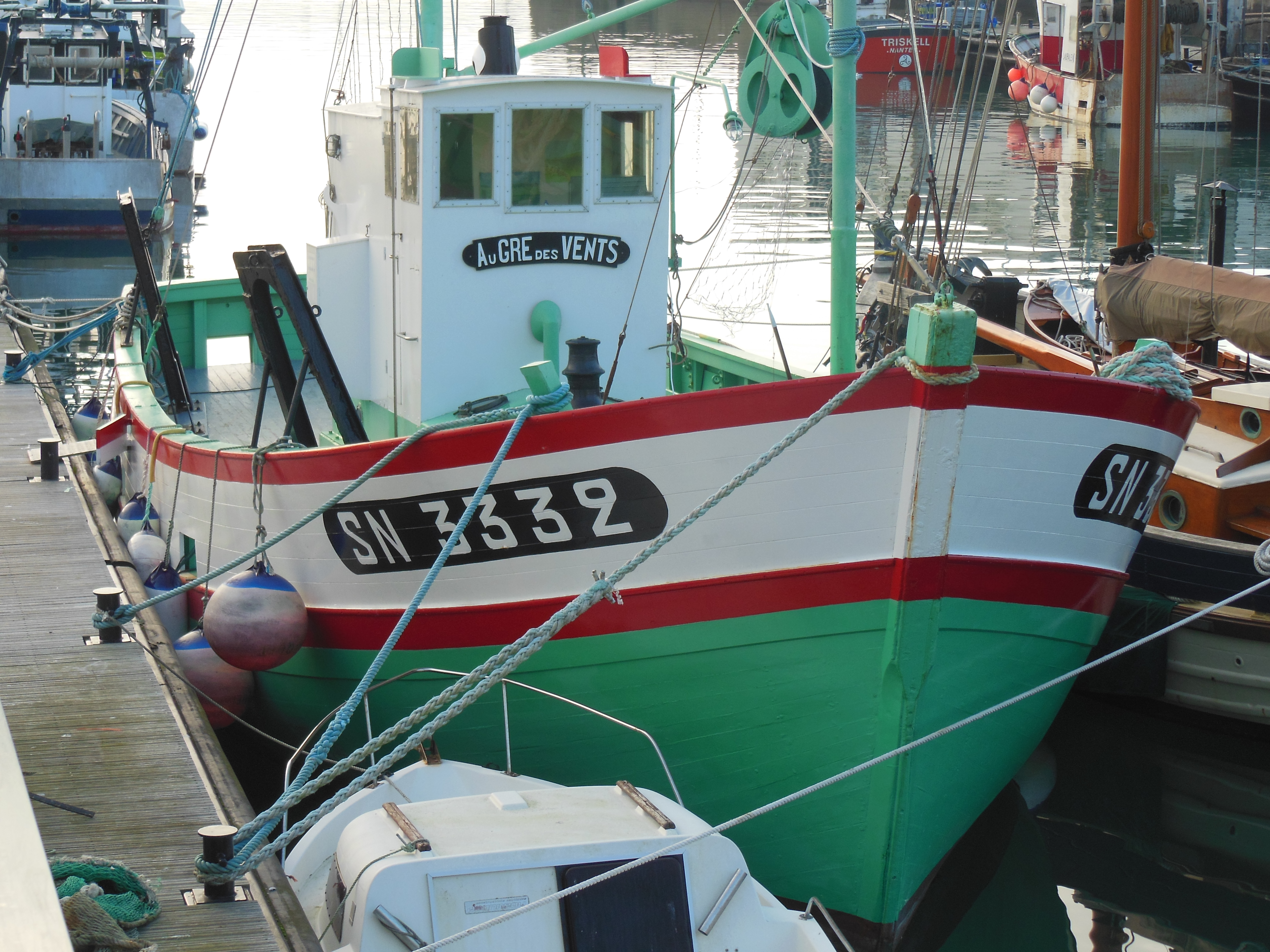
Sardinier Au Gré des Vents.

- Au Gré des Vents est un bateau de pêche de type sardinier ou bolincheur, classé bateau d'intérêt patrimonial en 2009[74].
- La maison de la Pêche : musée présentant l'histoire du port de La Turballe, l'évolution de la pêche à travers les techniques pratiquées par les marins. Exposition d'outils, de photos, de documents et de maquettes.

Patrimoine administratif
L'ancienne mairie, devenue la salle des fêtes dite François-Marie Lebrun est l'œuvre de l'architecte Émile Erbeau. Première mairie de La Turballe, elle est inaugurée le 31 août 1930, 65 ans après la création de la commune en 1865. Avant cette date, le conseil municipal se réunissait dans divers endroits : maison du Guilloré, sur le quai Sud, maison de l'Accalmie, appartenant à François Trimaud, ou au café l'horizon, loués pour la circonstance et selon le bon vouloir de leurs propriétaires.

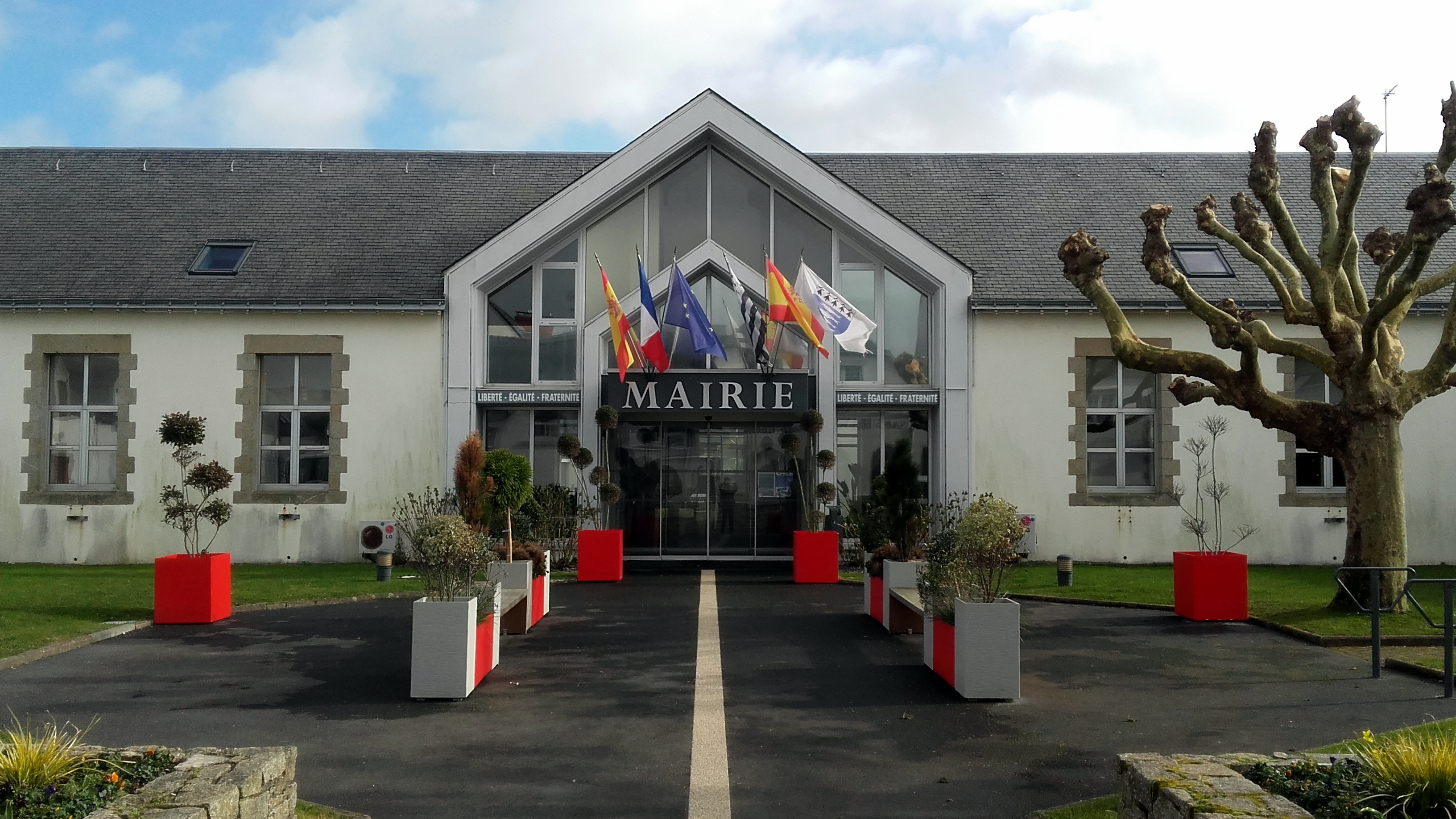
Façade de la mairie de La Turballe
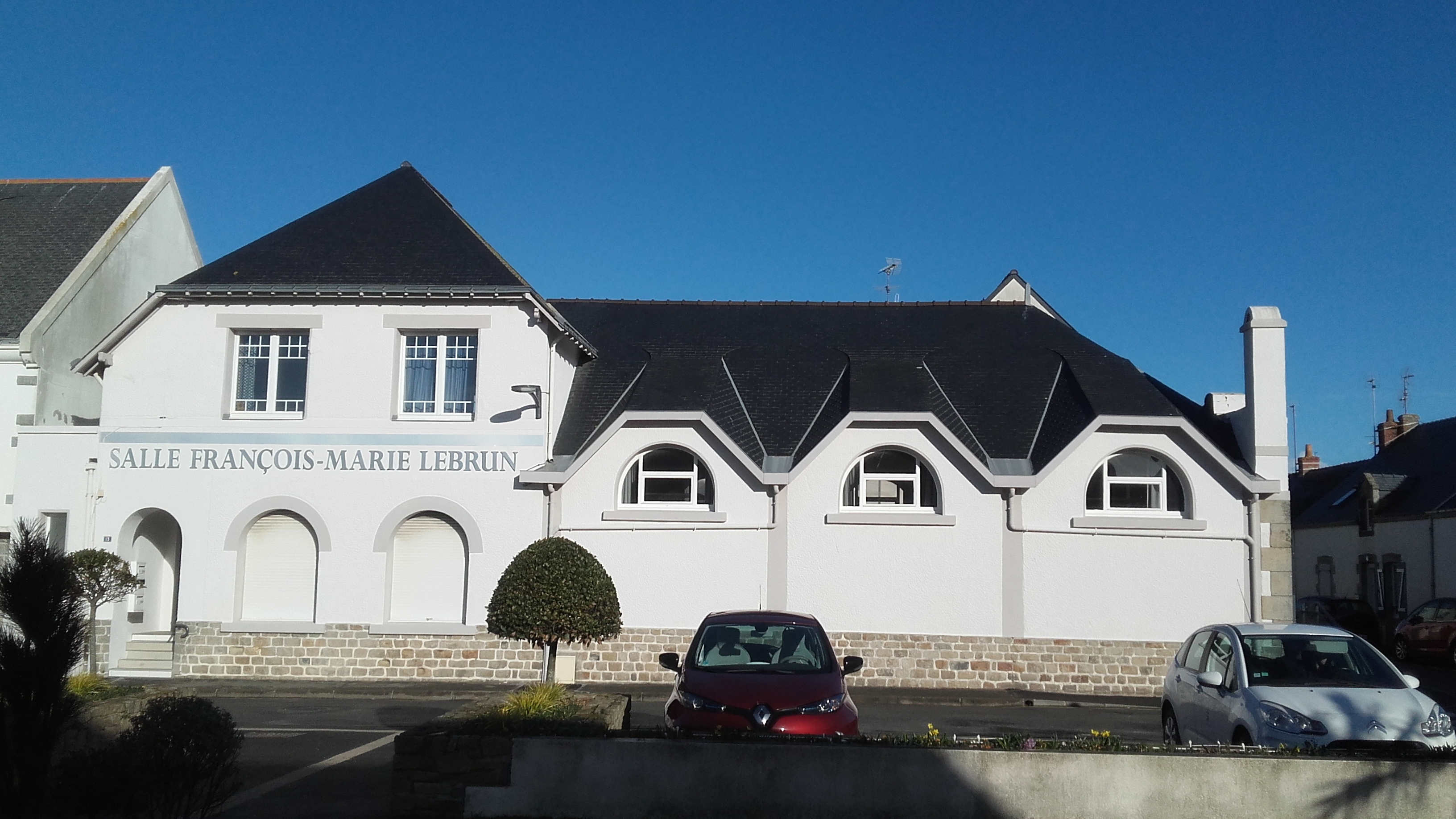
Salle François-Marie Lebrun
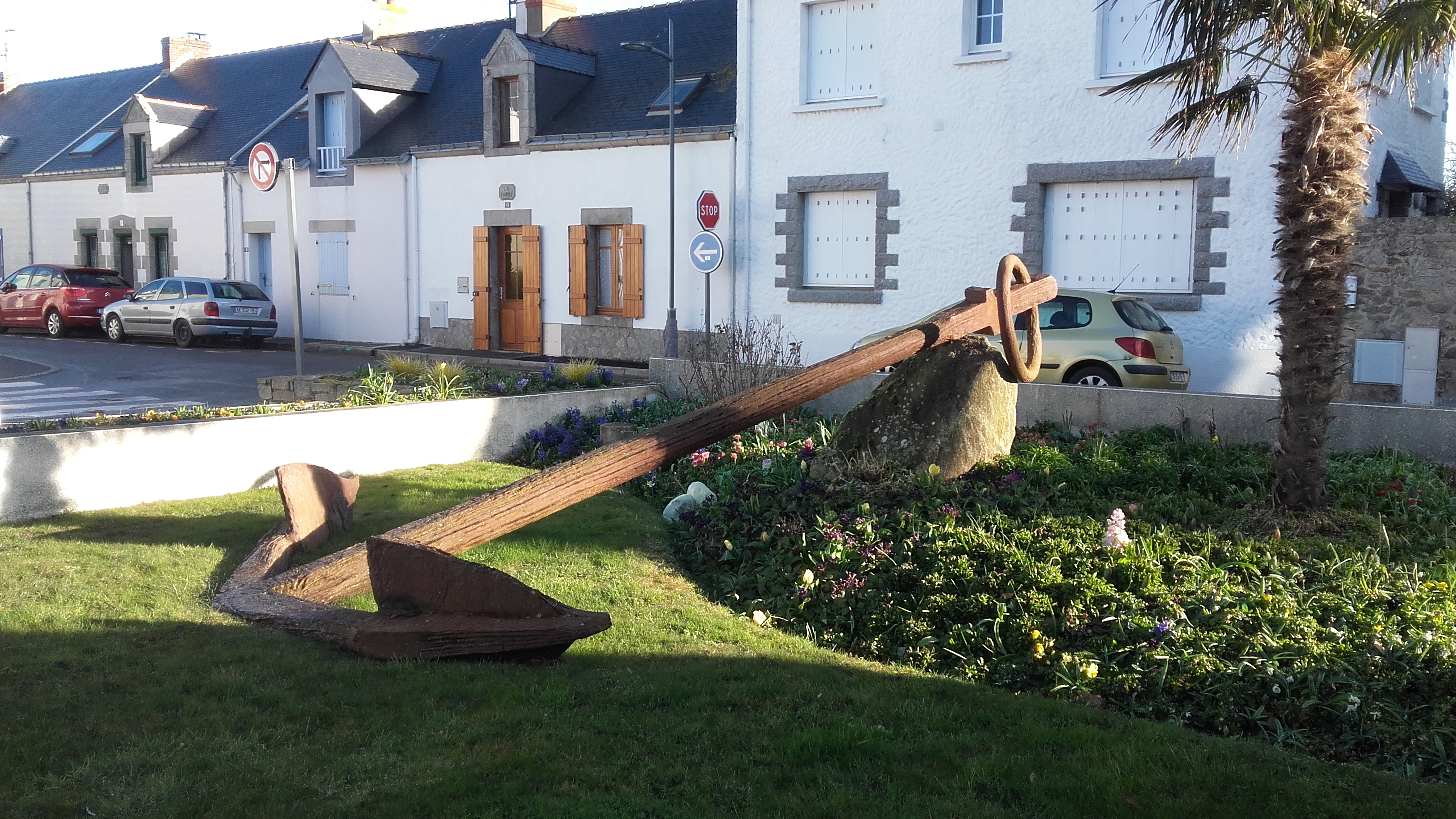
Ancre du vaisseau l'Éveillé, qui s'en est délesté lors de la bataille des Cardinaux en novembre 1759. Ancre pêchée à l'entrée de la Vilaine en août 1969.

L'office de tourisme est construit en 1969, à l'emplacement de l'abri du canot de sauvetage.

### Linguistique
On parle breton à La Turballe à partir de la fin du VIe siècle. Le déclin du breton dans la frairie de Trescalan est déjà bien avancé au milieu du XVIIe siècle. Le breton finit par s'effacer au XVIIIe siècle au profit du gallo puis du français.

### Emblèmes

#### Héraldique

Ancien logo.

| Blason | Blasonnement : D'azur à quatre sardines d'argent posées en fasce et rangées l'une sur l'autre ; au chef du même à cinq mouchetures d'hermine de sable. Commentaires : Les mouchetures d'hermine évoquent le blasonnement d'hermine plain de la Bretagne, rappelant l'appartenance passée de la ville au duché de Bretagne. Blason (délibération municipale du 13 juillet 1972) enregistré le 19 juillet 1972. |

#### Devise
La devise de La Turballe : Toujours plus avant.

## Galerie photos

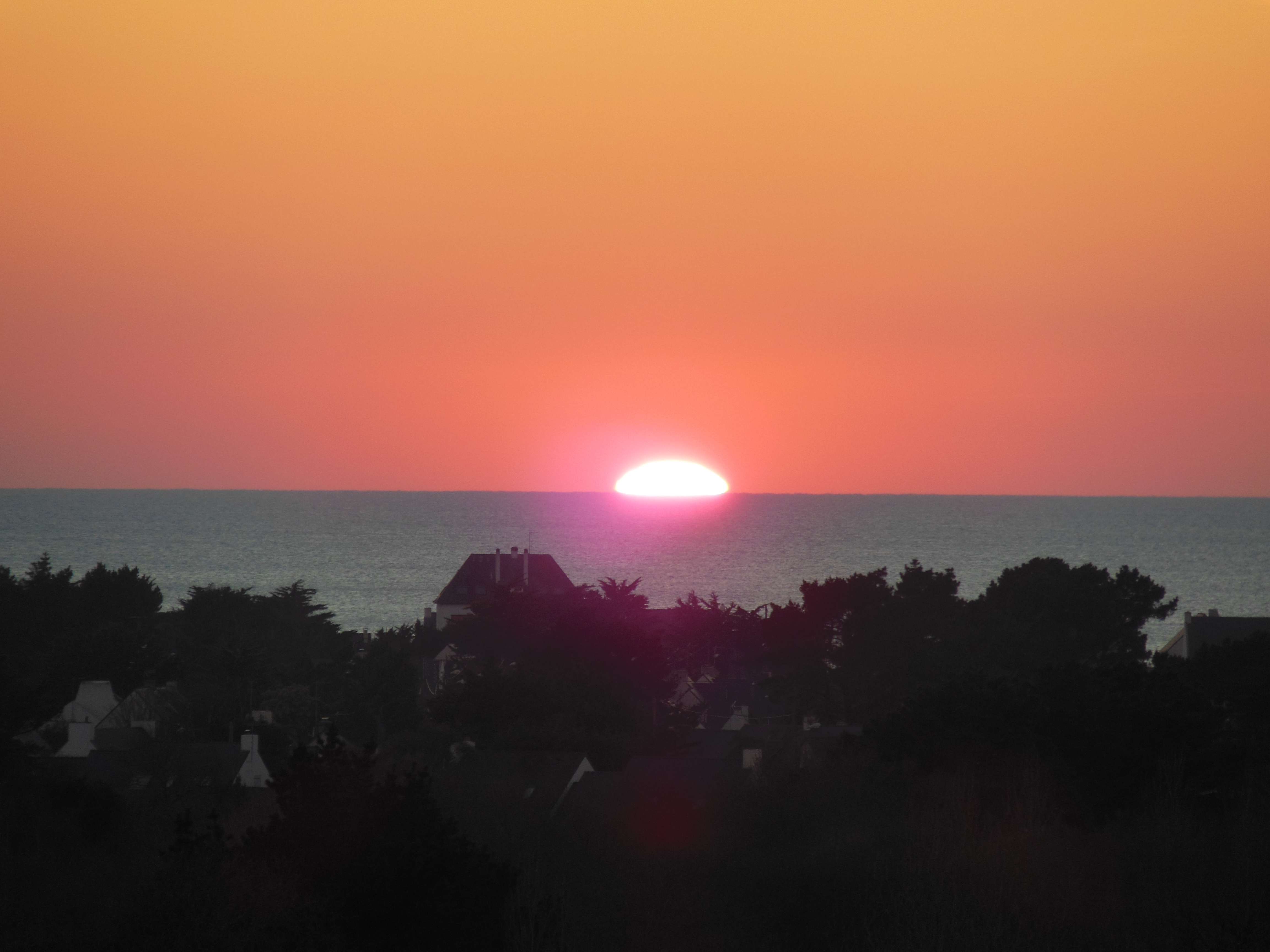
Coucher de soleil sur la « rade du Croisic » vu de Trescalan.
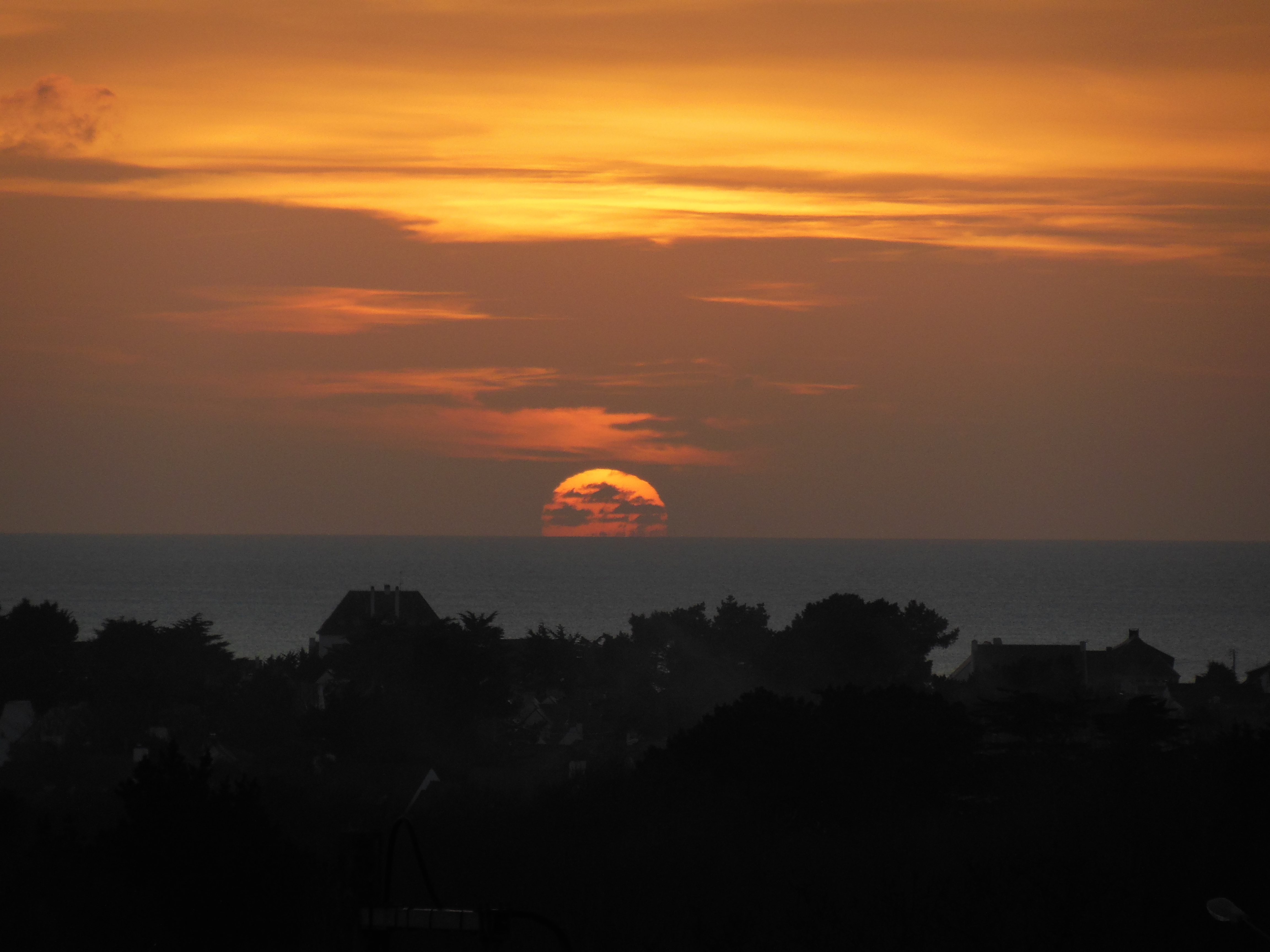
Autre coucher de soleil vu du même endroit.